# トランシリアン

パリ周辺拡大図

トランシリアン（フランス語: Transilien）は、フランス国鉄 (SNCF) がパリ近郊のイル＝ド＝フランス地域圏で行なっている鉄道による旅客輸送サービスである。また同サービスに含まれる路線や列車を指す名称としても用いられる。
Transilienは"TGV"や"TER"と同様にフランス国鉄の商標であり、1999年9月20日から用いられるようになった。それ以前は単に郊外列車 (train de banlieue) と呼ばれていた。トランシリアンにはRERやトラムのうちフランス国鉄の担当する部分も含まれるが、狭義にはこれらを含めず、パリ市内の地上のターミナル駅を起点とする路線・列車のみを指すこともある。この記事は主に、狭義のトランシリアンについて解説している。

## 概要

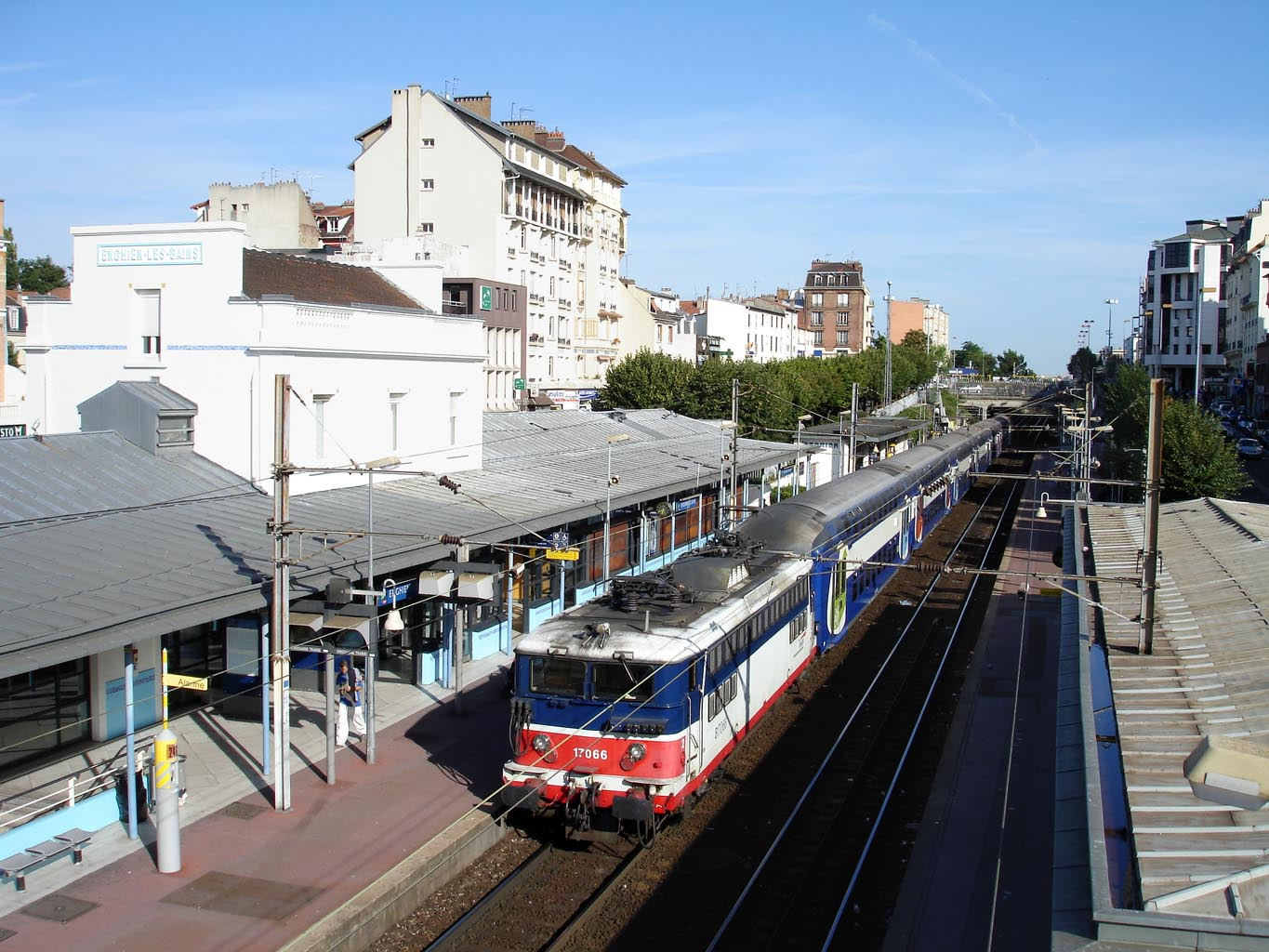
H線アンギャン＝レ＝バン駅

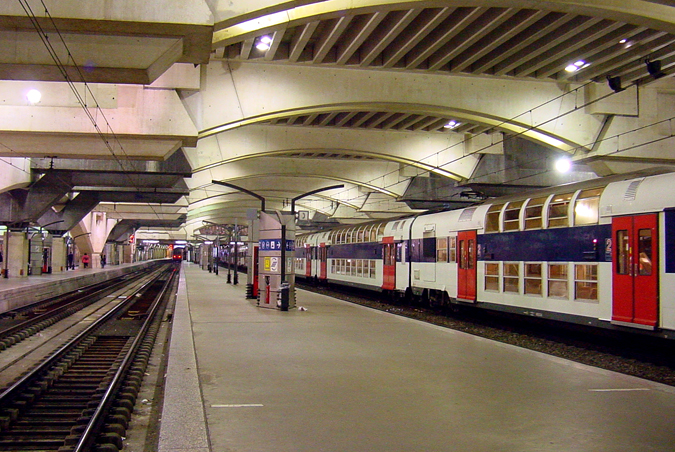
モンパルナス駅のトランシリアン用ホーム

トランシリアンには13本の主要路線（うち5本はRER）があり、アルファベット一文字の路線名がつけられている。多くの路線は末端部で多数に分岐している。
路線の起点駅はパリ市内ではサン＝ラザール駅、北駅、東駅、リヨン駅、モンパルナス駅の5つである。かつてはオルセー駅（1900年まではオステルリッツ駅）、アンヴァリッド駅も郊外路線の起点だったが、両路線は1979年から直通運転を開始しRER C線となったためこれらの駅は始発駅ではなくなった。またバスティーユ駅を起点としていたヴァンセンヌ線、リュクサンブール駅（1895年まではダンフェール＝ロシュロー駅）を起点としていたソー線はパリ交通公団 (RATP) に移管されてRER化されている。
トランシリアンに属する路線の総延長は1,280km、駅数は388である。一日あたり約5,000本の列車が運行され、総運行距離は約17万kmになる。利用者数は一日平均250万人で、これはフランス国鉄全体の3分の2にあたる。
電化方式は北側のサン＝ラザール駅、北駅、東駅発の路線は交流25kV、50Hzであり、南側のリヨン駅、モンパルナス駅を起点とする路線とRERのC線の大部分（東西とも）は直流1,500Vである。ただし末端部では例外もあり、また非電化区間も存在する。
シンボルマークは緑色の木の葉に白抜きのTの字である。これとSNCFのロゴタイプを組み合わせて用いることもある。

## 歴史

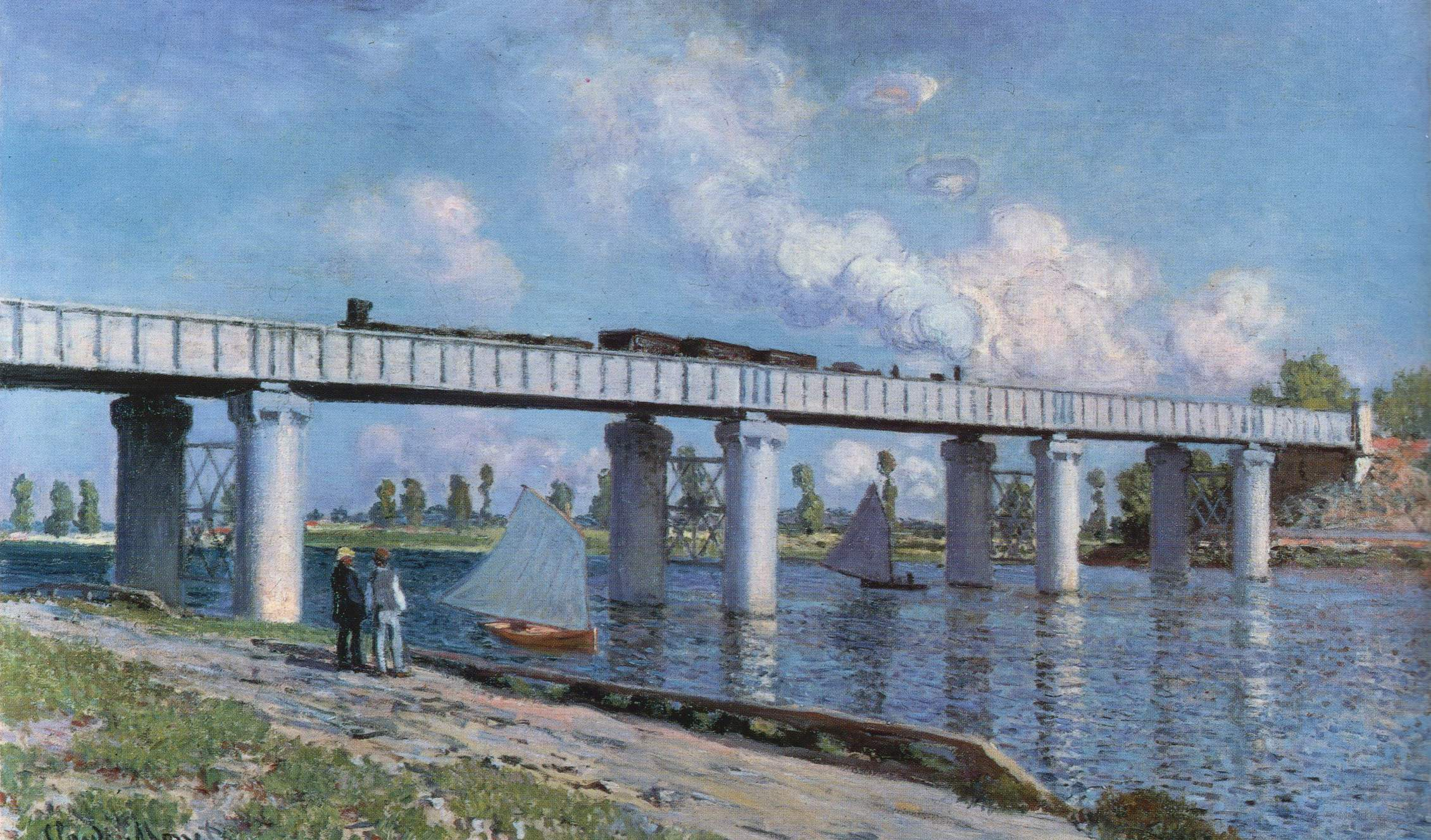
アルジャントゥイユの鉄橋（クロード・モネ、1873年）

パリと郊外を結ぶ最初の路線は1837年8月26日に開業したパリ（現在のサン＝ラザール駅） - ル・ペック（サン＝ジェルマン＝アン＝レーの対岸）間である。その後19世紀半ばまでに各方面への路線が相次いで開業した。これらのターミナル駅は方面別に分かれており、当時のパリ市街地の周縁部に位置していた。また、運営会社も方面別に5社に分かれていた。このほかこれら放射状路線を連絡する環状路線プティト・サンチュールがあった。
郊外鉄道路線の開業により、郊外からパリへの通勤が可能となり、パリ都市圏は市境を越えて郊外へ拡大した。
イル＝ド＝フランス地域圏はセーヌ川やその支流が大きく蛇行し、その間に丘陵が位置している。鉄道は勾配に弱いため、鉄道網はこれらの川に沿う形で発展した。このため19世紀から20世紀前半の都市化もその線に沿って進んだ。丘陵地の開発が本格化するのはオートルートなどの道路網が整備された20世紀後半以降である。
一方で鉄道の開通により、パリ市民が過密化する市内から豊かな自然の残る郊外へ行楽に出かけることが容易になった。このことはバルビゾン派や印象派などの芸術活動にも影響を与えた。
1938年に方面別に分かれていた会社を統合し、フランス国鉄が発足した。
1960年代から郊外路線をパリ市中心部まで地下線で乗り入れるRERの事業が始まった。当初RERの運営はRATPが行うこととされていたが、のちにSNCFも運営に参入することとなり、A線西部の一部、B線北部およびC、D、E線はSNCFの担当となった。
1999年9月1日には一等車が廃止された。これは1991年のメトロでの廃止に続くものである。

## 路線
ここでは特に断らない限り、RERとトラムを除く狭義のトランシリアンの路線について、ターミナル駅別にモンパルナスから右回りに記述する。RERとトラムについてはRER (イル＝ド＝フランス)、トラム (パリ)を参照。また途中駅は主要駅のみ記載している。

### 路線一覧
| 路線 | 路線 | 開業年 | キロ程 | 駅数 | 区間                         | 区間                                                                                         |
| 路線 | 路線 | 開業年 | キロ程 | 駅数 | 起点                         | 終点                                                                                         |
| ---- | ---- | ------ | ------ | ---- | ---------------------------- | -------------------------------------------------------------------------------------------- |
|      | H線  | 1846年 | 138 km | 46   | パリ北駅                     | リュザルシュ駅 ／ ポントワーズ駅 ／ ペルサン＝ボーモン駅 ／ クレイユ駅                       |
|      | J線  | 1837年 | 256 km | 52   | サン＝ラザール駅             | エルモン＝オーボンヌ駅 ／ ジゾール駅 ／ マント＝ラ＝ジョリー駅 ／ ヴェルノン＝ジヴェルニー駅 |
|      | K線  | 1860年 | 61 km  | 10   | パリ北駅                     | クレピー＝アン＝ヴァロワ駅                                                                   |
|      | L線  | 1837年 | 76 km  | 36   | サン＝ラザール駅             | セルジー＝ル＝オー駅 ／ サン＝ノン＝ラ＝ブレテッシュ駅 ／ ヴェルサイユ＝リヴ＝ドロワット駅   |
|      | N線  | 1840年 | 117 km | 35   | モンパルナス駅               | マント＝ラ＝ジョリー駅 ／ プレジール＝グリニョン駅 ／ ドルー駅 ／ ランブイエ駅               |
|      | P線  | 1849年 | 242 km | 32   | パリ東駅                     | モー駅 / ラ・フェルテ＝ミロン駅 ／ シャトー＝ティエリ駅 ／ クロミエ駅 ／ プロヴァン駅        |
|      | R線  | 1849年 | 164 km | 24   | リヨン駅                     | モントロー駅 ／ モンタルジ駅 ／ ムラン駅                                                     |
|      | U線  | 1995年 | 31 km  | 11   | ラ・デファンス駅             | ラ＝ヴェリエール駅                                                                           |
|      | V線  | 2024年 | 15 km  | 7    | ヴェルサイユ＝シャンティエ駅 | マッシー・パレゾー駅                                                                         |

### モンパルナス駅
モンパルナス駅からはオー＝ド＝セーヌ県を経由しイヴリーヌ県方面への郊外路線が出ている。モンパルナス駅やその周辺にはRERの路線は乗り入れておらず、モンパルナスを起点とする路線はRER化されていない。

モンパルナス駅発トランシリアン路線図

#### N線
| モンパルナス | モンパルナス | モンパルナス | モンパルナス | モンパルナス | モンパルナス |  |  | セーヴル・リヴ・ゴーシュ Sèvres - Rive Gauche | セーヴル・リヴ・ゴーシュ Sèvres - Rive Gauche | セーヴル・リヴ・ゴーシュ Sèvres - Rive Gauche | セーヴル・リヴ・ゴーシュ Sèvres - Rive Gauche | セーヴル・リヴ・ゴーシュ Sèvres - Rive Gauche | セーヴル・リヴ・ゴーシュ Sèvres - Rive Gauche |  |  | ヴェルサイユ＝シャンティエ Versailles - Chantiers | ヴェルサイユ＝シャンティエ Versailles - Chantiers | ヴェルサイユ＝シャンティエ Versailles - Chantiers | ヴェルサイユ＝シャンティエ Versailles - Chantiers | ヴェルサイユ＝シャンティエ Versailles - Chantiers | ヴェルサイユ＝シャンティエ Versailles - Chantiers |  |  | ラ＝ヴェリエール La Verrière             | ラ＝ヴェリエール La Verrière             | ラ＝ヴェリエール La Verrière             | ラ＝ヴェリエール La Verrière             | ラ＝ヴェリエール La Verrière             | ラ＝ヴェリエール La Verrière             |  |  | ランブイエ                           | ランブイエ      | ランブイエ      | ランブイエ      | ランブイエ      | ランブイエ      |  |  |        |        |        |        |        |        |
| モンパルナス | モンパルナス | モンパルナス | モンパルナス | モンパルナス | モンパルナス |  |  | セーヴル・リヴ・ゴーシュ Sèvres - Rive Gauche | セーヴル・リヴ・ゴーシュ Sèvres - Rive Gauche | セーヴル・リヴ・ゴーシュ Sèvres - Rive Gauche | セーヴル・リヴ・ゴーシュ Sèvres - Rive Gauche | セーヴル・リヴ・ゴーシュ Sèvres - Rive Gauche | セーヴル・リヴ・ゴーシュ Sèvres - Rive Gauche |  |  | ヴェルサイユ＝シャンティエ Versailles - Chantiers | ヴェルサイユ＝シャンティエ Versailles - Chantiers | ヴェルサイユ＝シャンティエ Versailles - Chantiers | ヴェルサイユ＝シャンティエ Versailles - Chantiers | ヴェルサイユ＝シャンティエ Versailles - Chantiers | ヴェルサイユ＝シャンティエ Versailles - Chantiers |  |  | ラ＝ヴェリエール La Verrière             | ラ＝ヴェリエール La Verrière             | ラ＝ヴェリエール La Verrière             | ラ＝ヴェリエール La Verrière             | ラ＝ヴェリエール La Verrière             | ラ＝ヴェリエール La Verrière             |  |  | ランブイエ                           | ランブイエ      | ランブイエ      | ランブイエ      | ランブイエ      | ランブイエ      |  |  |        |        |        |        |        |        |
|              |              |              |              |              |              |  |  |                                               |                                               |                                               |                                               |                                               |                                               |  |  |                                                   |                                                   |                                                   |                                                   |                                                   |                                                   |  |  | プレジール・グリニョン Plaisir - Grignon | プレジール・グリニョン Plaisir - Grignon | プレジール・グリニョン Plaisir - Grignon | プレジール・グリニョン Plaisir - Grignon | プレジール・グリニョン Plaisir - Grignon | プレジール・グリニョン Plaisir - Grignon |  |  | ウーダン Houdan                      | ウーダン Houdan | ウーダン Houdan | ウーダン Houdan | ウーダン Houdan | ウーダン Houdan |  |  | ドルー | ドルー | ドルー | ドルー | ドルー | ドルー |
|              |              |              |              |              |              |  |  |                                               |                                               |                                               |                                               |                                               |                                               |  |  |                                                   |                                                   |                                                   |                                                   |                                                   |                                                   |  |  | プレジール・グリニョン Plaisir - Grignon | プレジール・グリニョン Plaisir - Grignon | プレジール・グリニョン Plaisir - Grignon | プレジール・グリニョン Plaisir - Grignon | プレジール・グリニョン Plaisir - Grignon | プレジール・グリニョン Plaisir - Grignon |  |  | ウーダン Houdan                      | ウーダン Houdan | ウーダン Houdan | ウーダン Houdan | ウーダン Houdan | ウーダン Houdan |  |  | ドルー | ドルー | ドルー | ドルー | ドルー | ドルー |
|              |              |              |              |              |              |  |  |                                               |                                               |                                               |                                               |                                               |                                               |  |  |                                                   |                                                   |                                                   |                                                   |                                                   |                                                   |  |  |                                          |                                          |                                          |                                          |                                          |                                          |  |  | マント＝ラ＝ジョリー Mantes-la-Jolie |                 |                 |                 |                 |                 |  |  |        |        |        |        |        |        |
|              |              |              |              |              |              |  |  |                                               |                                               |                                               |                                               |                                               |                                               |  |  |                                                   |                                                   |                                                   |                                                   |                                                   |                                                   |  |  |                                          |                                          |                                          |                                          |                                          |                                          |  |  |                                      |                 |                 |                 |                 |                 |  |  |        |        |        |        |        |        |

ウーダンから先はイル＝ド＝フランス地域圏外である。ヴェルサイユ - ラ＝ヴェリエール間はU線と、またヴェルサイユ付近ではRER C線とも重複する。プレジール・グリニョン以遠は交流電化、その他は直流電化である。

### ラ・デファンス駅
ラ・デファンスはサンラザール駅発の路線の途中駅であるが、ラ・デファンスを起点とする系統が存在する。

#### U線
| ラ・デファンス | ラ・デファンス | ラ・デファンス | ラ・デファンス | ラ・デファンス | ラ・デファンス |  |  | サン＝クルー | サン＝クルー | サン＝クルー | サン＝クルー | サン＝クルー | サン＝クルー |  |  | ヴェルサイユ・シャンティエ | ヴェルサイユ・シャンティエ | ヴェルサイユ・シャンティエ | ヴェルサイユ・シャンティエ | ヴェルサイユ・シャンティエ | ヴェルサイユ・シャンティエ |  |  | ラ＝ヴェリエール | ラ＝ヴェリエール | ラ＝ヴェリエール | ラ＝ヴェリエール | ラ＝ヴェリエール | ラ＝ヴェリエール |
| ラ・デファンス | ラ・デファンス | ラ・デファンス | ラ・デファンス | ラ・デファンス | ラ・デファンス |  |  | サン＝クルー | サン＝クルー | サン＝クルー | サン＝クルー | サン＝クルー | サン＝クルー |  |  | ヴェルサイユ・シャンティエ | ヴェルサイユ・シャンティエ | ヴェルサイユ・シャンティエ | ヴェルサイユ・シャンティエ | ヴェルサイユ・シャンティエ | ヴェルサイユ・シャンティエ |  |  | ラ＝ヴェリエール | ラ＝ヴェリエール | ラ＝ヴェリエール | ラ＝ヴェリエール | ラ＝ヴェリエール | ラ＝ヴェリエール |

ラ・デファンス - サン＝クルー間はL線と、ヴェルサイユ - ラ＝ヴェリエール間はN線とそれぞれ重複する。ヴェルサイユ - ラ＝ヴェリエール間は直流電化、その他は交流電化である。

### サン＝ラザール駅
サン＝ラザール駅からはオー＝ド＝セーヌ県を経由しイヴリーヌ県北部、ヴァル＝ドワーズ県西部方面への郊外路線が出ている。
かつてサン＝ラザール駅を起点としていた郊外路線の一部は、経路を変更してRER A線の西部となっている。なおサン＝ラザール駅近くにはRER E線のオスマン・サン＝ラザール駅 (Hausmann-Saint-Lazare) があるが、この駅から出ている路線は東のマジェンタ駅方面のみでありサン・ラザール発の路線とは接続されていない。

#### L線
L線はさらにラ・デファンス経由の南線 (Transilien L Sud) とナンテール経由の北線 (Transilien L Nord) に大別される。
|                |                |                |                |                |                |  |  |                                                  |                                                  |                                                  |                                                  |                                                  |                                                  |  |  |              |              |                                    |                                    |                                                                                           |                                    |                                    |                                    | ヴェルサイユ・リヴ・ドルワット Versailles - Rive Droite |                                                 |                                                 |                                                 |                                                 |                                                 |                                 |                                 |                                 |                                 |
|                |                |                |                |                |                |  |  |                                                  |                                                  |                                                  |                                                  |                                                  |                                                  |  |  |              |              |                                    |                                    |                                                                                           |                                    |                                    |                                    |                                                         |                                                 |                                                 |                                                 |                                                 |                                                 |                                 |                                 |                                 |                                 |
|                |                |                |                |                |                |  |  | ラ・デファンス                                   | ラ・デファンス                                   | ラ・デファンス                                   | ラ・デファンス                                   | ラ・デファンス                                   | ラ・デファンス                                   |  |  | サン＝クルー | サン＝クルー | サン＝クルー                       | サン＝クルー                       | サン＝クルー                                                                              | サン＝クルー                       |                                    |                                    |                                                         |                                                 |                                                 |                                                 | ノワジー＝ル＝ロワ Noisy-le-Roi                 | ノワジー＝ル＝ロワ Noisy-le-Roi                 | ノワジー＝ル＝ロワ Noisy-le-Roi | ノワジー＝ル＝ロワ Noisy-le-Roi | ノワジー＝ル＝ロワ Noisy-le-Roi | ノワジー＝ル＝ロワ Noisy-le-Roi |
|                |                |                |                |                |                |  |  | ラ・デファンス                                   | ラ・デファンス                                   | ラ・デファンス                                   | ラ・デファンス                                   | ラ・デファンス                                   | ラ・デファンス                                   |  |  | サン＝クルー | サン＝クルー | サン＝クルー                       | サン＝クルー                       | サン＝クルー                                                                              | サン＝クルー                       |                                    |                                    |                                                         |                                                 |                                                 |                                                 | ノワジー＝ル＝ロワ Noisy-le-Roi                 | ノワジー＝ル＝ロワ Noisy-le-Roi                 | ノワジー＝ル＝ロワ Noisy-le-Roi | ノワジー＝ル＝ロワ Noisy-le-Roi | ノワジー＝ル＝ロワ Noisy-le-Roi | ノワジー＝ル＝ロワ Noisy-le-Roi |
| サン・ラザール | サン・ラザール | サン・ラザール | サン・ラザール | サン・ラザール | サン・ラザール |  |  |                                                  |                                                  |                                                  |                                                  |                                                  |                                                  |  |  |              |              |                                    |                                    |                                                                                           |                                    |                                    |                                    | サン＝ノン＝ラ＝ブレテッシュ St-Nom la Bretèche         | サン＝ノン＝ラ＝ブレテッシュ St-Nom la Bretèche | サン＝ノン＝ラ＝ブレテッシュ St-Nom la Bretèche | サン＝ノン＝ラ＝ブレテッシュ St-Nom la Bretèche | サン＝ノン＝ラ＝ブレテッシュ St-Nom la Bretèche | サン＝ノン＝ラ＝ブレテッシュ St-Nom la Bretèche |                                 |                                 |                                 |                                 |
| サン・ラザール | サン・ラザール | サン・ラザール | サン・ラザール | サン・ラザール | サン・ラザール |  |  |                                                  |                                                  |                                                  |                                                  |                                                  |                                                  |  |  |              |              |                                    |                                    |                                                                                           |                                    |                                    |                                    | サン＝ノン＝ラ＝ブレテッシュ St-Nom la Bretèche         | サン＝ノン＝ラ＝ブレテッシュ St-Nom la Bretèche | サン＝ノン＝ラ＝ブレテッシュ St-Nom la Bretèche | サン＝ノン＝ラ＝ブレテッシュ St-Nom la Bretèche | サン＝ノン＝ラ＝ブレテッシュ St-Nom la Bretèche | サン＝ノン＝ラ＝ブレテッシュ St-Nom la Bretèche |                                 |                                 |                                 |                                 |
|                |                |                |                |                |                |  |  |                                                  |                                                  |                                                  |                                                  |                                                  |                                                  |  |  |              |              |                                    |                                    | サン＝ジェルマン＝アン＝レー グランド・サンチュール Saint-Germain-en-Laye Grande-Ceinture |                                    |                                    |                                    |                                                         |                                                 |                                                 |                                                 |                                                 |                                                 |                                 |                                 |                                 |                                 |
|                |                |                |                |                |                |  |  |                                                  |                                                  |                                                  |                                                  |                                                  |                                                  |  |  |              |              |                                    |                                    |                                                                                           |                                    |                                    |                                    |                                                         |                                                 |                                                 |                                                 |                                                 |                                                 |                                 |                                 |                                 |                                 |
|                |                |                |                |                |                |  |  | ナンテール・ユニヴェルシテ Nanterre - Université | ナンテール・ユニヴェルシテ Nanterre - Université | ナンテール・ユニヴェルシテ Nanterre - Université | ナンテール・ユニヴェルシテ Nanterre - Université | ナンテール・ユニヴェルシテ Nanterre - Université | ナンテール・ユニヴェルシテ Nanterre - Université |  |  |              |              | セルジー・ル・オー Cergy - Le Haut | セルジー・ル・オー Cergy - Le Haut | セルジー・ル・オー Cergy - Le Haut                                                        | セルジー・ル・オー Cergy - Le Haut | セルジー・ル・オー Cergy - Le Haut | セルジー・ル・オー Cergy - Le Haut |                                                         |                                                 |                                                 |                                                 |                                                 |                                                 |                                 |                                 |                                 |                                 |
|                |                |                |                |                |                |  |  | ナンテール・ユニヴェルシテ Nanterre - Université | ナンテール・ユニヴェルシテ Nanterre - Université | ナンテール・ユニヴェルシテ Nanterre - Université | ナンテール・ユニヴェルシテ Nanterre - Université | ナンテール・ユニヴェルシテ Nanterre - Université | ナンテール・ユニヴェルシテ Nanterre - Université |  |  |              |              | セルジー・ル・オー Cergy - Le Haut | セルジー・ル・オー Cergy - Le Haut | セルジー・ル・オー Cergy - Le Haut                                                        | セルジー・ル・オー Cergy - Le Haut | セルジー・ル・オー Cergy - Le Haut | セルジー・ル・オー Cergy - Le Haut |                                                         |                                                 |                                                 |                                                 |                                                 |                                                 |                                 |                                 |                                 |                                 |

ナンテール - セルジー間はRER A線と、ラ・デファンス - サン＝クルー間はU線とそれぞれ重複する。サン＝ジェルマン＝アン＝レー - ノワジー＝ル＝ロワ間は大環状線（グランド・サンチュール）の一部である。

#### J線
J線はナンテール経由の南線 (Transilien J Sud) とアルジャントゥイユ経由の北線 (Transilien J Nord) に大別される。
|                |  |  |  |  |  |  |  |                            |                            |                            |                            |                            |                            |  |  |                                                     |                                                     |                                                     |                                                     |                                                     |                                                     |  |  |                      |                      |                      |                      |                      |                      |  |  | ブレヴァル Bréval                              | ブレヴァル Bréval                              | ブレヴァル Bréval                              | ブレヴァル Bréval                              | ブレヴァル Bréval                              | ブレヴァル Bréval                              |  |  | エヴルー Évreux   | エヴルー Évreux   | エヴルー Évreux   | エヴルー Évreux   | エヴルー Évreux   | エヴルー Évreux   |
|                |  |  |  |  |  |  |  |                            |                            |                            |                            |                            |                            |  |  |                                                     |                                                     |                                                     |                                                     |                                                     |                                                     |  |  |                      |                      |                      |                      |                      |                      |  |  | ブレヴァル Bréval                              | ブレヴァル Bréval                              | ブレヴァル Bréval                              | ブレヴァル Bréval                              | ブレヴァル Bréval                              | ブレヴァル Bréval                              |  |  | エヴルー Évreux   | エヴルー Évreux   | エヴルー Évreux   | エヴルー Évreux   | エヴルー Évreux   | エヴルー Évreux   |
|                |  |  |  |  |  |  |  | ナンテール・ユニヴェルシテ | ナンテール・ユニヴェルシテ | ナンテール・ユニヴェルシテ | ナンテール・ユニヴェルシテ | ナンテール・ユニヴェルシテ | ナンテール・ユニヴェルシテ |  |  | ポワシー Poissy                                     | ポワシー Poissy                                     | ポワシー Poissy                                     | ポワシー Poissy                                     | ポワシー Poissy                                     | ポワシー Poissy                                     |  |  | マント＝ラ＝ジョリー | マント＝ラ＝ジョリー | マント＝ラ＝ジョリー | マント＝ラ＝ジョリー | マント＝ラ＝ジョリー | マント＝ラ＝ジョリー |  |  | ボニエール＝シュル＝セーヌ Bonnières-sur-Seine | ボニエール＝シュル＝セーヌ Bonnières-sur-Seine | ボニエール＝シュル＝セーヌ Bonnières-sur-Seine | ボニエール＝シュル＝セーヌ Bonnières-sur-Seine | ボニエール＝シュル＝セーヌ Bonnières-sur-Seine | ボニエール＝シュル＝セーヌ Bonnières-sur-Seine |  |  | ヴェルノン Vernon | ヴェルノン Vernon | ヴェルノン Vernon | ヴェルノン Vernon | ヴェルノン Vernon | ヴェルノン Vernon |
|                |  |  |  |  |  |  |  | ナンテール・ユニヴェルシテ | ナンテール・ユニヴェルシテ | ナンテール・ユニヴェルシテ | ナンテール・ユニヴェルシテ | ナンテール・ユニヴェルシテ | ナンテール・ユニヴェルシテ |  |  | ポワシー Poissy                                     | ポワシー Poissy                                     | ポワシー Poissy                                     | ポワシー Poissy                                     | ポワシー Poissy                                     | ポワシー Poissy                                     |  |  | マント＝ラ＝ジョリー | マント＝ラ＝ジョリー | マント＝ラ＝ジョリー | マント＝ラ＝ジョリー | マント＝ラ＝ジョリー | マント＝ラ＝ジョリー |  |  | ボニエール＝シュル＝セーヌ Bonnières-sur-Seine | ボニエール＝シュル＝セーヌ Bonnières-sur-Seine | ボニエール＝シュル＝セーヌ Bonnières-sur-Seine | ボニエール＝シュル＝セーヌ Bonnières-sur-Seine | ボニエール＝シュル＝セーヌ Bonnières-sur-Seine | ボニエール＝シュル＝セーヌ Bonnières-sur-Seine |  |  | ヴェルノン Vernon | ヴェルノン Vernon | ヴェルノン Vernon | ヴェルノン Vernon | ヴェルノン Vernon | ヴェルノン Vernon |
| サン・ラザール |  |  |  |  |  |  |  |                            |                            |                            |                            |                            |                            |  |  |                                                     |                                                     |                                                     |                                                     |                                                     |                                                     |  |  |                      |                      |                      |                      |                      |                      |  |  |                                                |                                                |                                                |                                                |                                                |                                                |  |  |                   |                   |                   |                   |                   |                   |
|                |  |  |  |  |  |  |  |                            |                            |                            |                            |                            |                            |  |  |                                                     |                                                     |                                                     |                                                     |                                                     |                                                     |  |  |                      |                      |                      |                      |                      |                      |  |  |                                                |                                                |                                                |                                                |                                                |                                                |  |  |                   |                   |                   |                   |                   |                   |
|                |  |  |  |  |  |  |  | アルジャントゥイユ         | アルジャントゥイユ         | アルジャントゥイユ         | アルジャントゥイユ         | アルジャントゥイユ         | アルジャントゥイユ         |  |  | コンフラン＝サントノリーヌ Conflans-Sainte-Honorine | コンフラン＝サントノリーヌ Conflans-Sainte-Honorine | コンフラン＝サントノリーヌ Conflans-Sainte-Honorine | コンフラン＝サントノリーヌ Conflans-Sainte-Honorine | コンフラン＝サントノリーヌ Conflans-Sainte-Honorine | コンフラン＝サントノリーヌ Conflans-Sainte-Honorine |  |  | ポントワーズ         | ポントワーズ         | ポントワーズ         | ポントワーズ         | ポントワーズ         | ポントワーズ         |  |  | シャール Chars                                 | シャール Chars                                 | シャール Chars                                 | シャール Chars                                 | シャール Chars                                 | シャール Chars                                 |  |  | ジゾール Gisors   | ジゾール Gisors   | ジゾール Gisors   | ジゾール Gisors   | ジゾール Gisors   | ジゾール Gisors   |
|                |  |  |  |  |  |  |  | アルジャントゥイユ         | アルジャントゥイユ         | アルジャントゥイユ         | アルジャントゥイユ         | アルジャントゥイユ         | アルジャントゥイユ         |  |  | コンフラン＝サントノリーヌ Conflans-Sainte-Honorine | コンフラン＝サントノリーヌ Conflans-Sainte-Honorine | コンフラン＝サントノリーヌ Conflans-Sainte-Honorine | コンフラン＝サントノリーヌ Conflans-Sainte-Honorine | コンフラン＝サントノリーヌ Conflans-Sainte-Honorine | コンフラン＝サントノリーヌ Conflans-Sainte-Honorine |  |  | ポントワーズ         | ポントワーズ         | ポントワーズ         | ポントワーズ         | ポントワーズ         | ポントワーズ         |  |  | シャール Chars                                 | シャール Chars                                 | シャール Chars                                 | シャール Chars                                 | シャール Chars                                 | シャール Chars                                 |  |  | ジゾール Gisors   | ジゾール Gisors   | ジゾール Gisors   | ジゾール Gisors   | ジゾール Gisors   | ジゾール Gisors   |
|                |  |  |  |  |  |  |  |                            |                            |                            |                            |                            |                            |  |  | エルモン・オーボンヌ Ermont - Eaubonne              |                                                     |                                                     |                                                     |                                                     |                                                     |  |  |                      |                      |                      |                      |                      |                      |  |  |                                                |                                                |                                                |                                                |                                                |                                                |  |  |                   |                   |                   |                   |                   |                   |
|                |  |  |  |  |  |  |  |                            |                            |                            |                            |                            |                            |  |  |                                                     |                                                     |                                                     |                                                     |                                                     |                                                     |  |  |                      |                      |                      |                      |                      |                      |  |  |                                                |                                                |                                                |                                                |                                                |                                                |  |  |                   |                   |                   |                   |                   |                   |

ブレヴァル、ポール＝ヴィレ、シャール以遠はイル＝ド＝フランス地域圏外になる。ナンテール - ポワシー間はRER A線と重複する。J線南線の一部区間はL線と並行するが、ナンテール付近など一部で経路が異なり、またJ線のほうが停車駅が少ない。

### 北駅
パリ北駅からはセーヌ＝サン＝ドニ県を経由しヴァル＝ドワーズ県東部、セーヌ＝エ＝マルヌ県北部方面への路線が出ている。北駅を起点としていた一部の路線はRER B線、RER D線となり、北駅の地下ホームを経由して南方向へ直通している。

#### H線
|      |      |      |      |      |      |  |  |            |            |            |            |            |            |  |  |                      |                      |                      |                      |                      |                      |  |  | ポントワーズ |  |  |  |                                            |  |  |  |                           |                           |                           |                           |                           |                           |  |  |                                      |                                      |                                      |                                      |                                      |                                      |
| 北駅 | 北駅 | 北駅 | 北駅 | 北駅 | 北駅 |  |  | サン＝ドニ | サン＝ドニ | サン＝ドニ | サン＝ドニ | サン＝ドニ | サン＝ドニ |  |  | エルモン・オーボンヌ | エルモン・オーボンヌ | エルモン・オーボンヌ | エルモン・オーボンヌ | エルモン・オーボンヌ | エルモン・オーボンヌ |  |  |              |  |  |  |                                            |  |  |  | ヴァルモンドワ Valmondois | ヴァルモンドワ Valmondois | ヴァルモンドワ Valmondois | ヴァルモンドワ Valmondois | ヴァルモンドワ Valmondois | ヴァルモンドワ Valmondois |  |  | ペルサン・ボーモン Persan - Beaumont | ペルサン・ボーモン Persan - Beaumont | ペルサン・ボーモン Persan - Beaumont | ペルサン・ボーモン Persan - Beaumont | ペルサン・ボーモン Persan - Beaumont | ペルサン・ボーモン Persan - Beaumont |
| 北駅 | 北駅 | 北駅 | 北駅 | 北駅 | 北駅 |  |  | サン＝ドニ | サン＝ドニ | サン＝ドニ | サン＝ドニ | サン＝ドニ | サン＝ドニ |  |  | エルモン・オーボンヌ | エルモン・オーボンヌ | エルモン・オーボンヌ | エルモン・オーボンヌ | エルモン・オーボンヌ | エルモン・オーボンヌ |  |  |              |  |  |  |                                            |  |  |  | ヴァルモンドワ Valmondois | ヴァルモンドワ Valmondois | ヴァルモンドワ Valmondois | ヴァルモンドワ Valmondois | ヴァルモンドワ Valmondois | ヴァルモンドワ Valmondois |  |  | ペルサン・ボーモン Persan - Beaumont | ペルサン・ボーモン Persan - Beaumont | ペルサン・ボーモン Persan - Beaumont | ペルサン・ボーモン Persan - Beaumont | ペルサン・ボーモン Persan - Beaumont | ペルサン・ボーモン Persan - Beaumont |
|      |      |      |      |      |      |  |  |            |            |            |            |            |            |  |  |                      |                      |                      |                      |                      |                      |  |  |              |  |  |  |                                            |  |  |  |                           |                           |                           |                           |                           |                           |  |  |                                      |                                      |                                      |                                      |                                      |                                      |
|      |      |      |      |      |      |  |  |            |            |            |            |            |            |  |  |                      |                      |                      |                      |                      |                      |  |  |              |  |  |  |                                            |  |  |  |                           |                           |                           |                           |                           |                           |  |  |                                      |                                      |                                      |                                      |                                      |                                      |
|      |      |      |      |      |      |  |  |            |            |            |            |            |            |  |  |                      |                      |                      |                      |                      |                      |  |  |              |  |  |  | モンスール・マフリエ Montsoult - Maffliers |  |  |  |                           |                           |                           |                           |                           |                           |  |  |                                      |                                      |                                      |                                      |                                      |                                      |
|      |      |      |      |      |      |  |  |            |            |            |            |            |            |  |  |                      |                      |                      |                      |                      |                      |  |  |              |  |  |  |                                            |  |  |  |                           |                           |                           |                           |                           |                           |  |  |                                      |                                      |                                      |                                      |                                      |                                      |
|      |      |      |      |      |      |  |  |            |            |            |            |            |            |  |  |                      |                      |                      |                      |                      |                      |  |  |              |  |  |  |                                            |  |  |  |                           |                           |                           |                           | リュザルシュ Luzarches    |                           |  |  |                                      |                                      |                                      |                                      |                                      |                                      |
|      |      |      |      |      |      |  |  |            |            |            |            |            |            |  |  |                      |                      |                      |                      |                      |                      |  |  |              |  |  |  |                                            |  |  |  |                           |                           |                           |                           |                           |                           |  |  |                                      |                                      |                                      |                                      |                                      |                                      |

エルモン・オーボンヌ - ポントワーズ間はRER C線と重複する。またポントワーズ - クレイユ (Creil) 間の以下の系統もH線に含まれる。
| ポントワーズ | ポントワーズ | ポントワーズ | ポントワーズ | ポントワーズ | ポントワーズ |  |  | オーヴェル＝シュル＝オワーズ | オーヴェル＝シュル＝オワーズ | オーヴェル＝シュル＝オワーズ | オーヴェル＝シュル＝オワーズ | オーヴェル＝シュル＝オワーズ | オーヴェル＝シュル＝オワーズ |  |  | ヴァルモンドワ | ヴァルモンドワ | ヴァルモンドワ | ヴァルモンドワ | ヴァルモンドワ | ヴァルモンドワ |  |  | ペルサン・ボーモン | ペルサン・ボーモン | ペルサン・ボーモン | ペルサン・ボーモン | ペルサン・ボーモン | ペルサン・ボーモン |  |  | ブリュイエール＝シュル＝オワーズ Bruyères-sur-Oise | ブリュイエール＝シュル＝オワーズ Bruyères-sur-Oise | ブリュイエール＝シュル＝オワーズ Bruyères-sur-Oise | ブリュイエール＝シュル＝オワーズ Bruyères-sur-Oise | ブリュイエール＝シュル＝オワーズ Bruyères-sur-Oise | ブリュイエール＝シュル＝オワーズ Bruyères-sur-Oise |  |  | クレイユ | クレイユ | クレイユ | クレイユ | クレイユ | クレイユ |
| ポントワーズ | ポントワーズ | ポントワーズ | ポントワーズ | ポントワーズ | ポントワーズ |  |  | オーヴェル＝シュル＝オワーズ | オーヴェル＝シュル＝オワーズ | オーヴェル＝シュル＝オワーズ | オーヴェル＝シュル＝オワーズ | オーヴェル＝シュル＝オワーズ | オーヴェル＝シュル＝オワーズ |  |  | ヴァルモンドワ | ヴァルモンドワ | ヴァルモンドワ | ヴァルモンドワ | ヴァルモンドワ | ヴァルモンドワ |  |  | ペルサン・ボーモン | ペルサン・ボーモン | ペルサン・ボーモン | ペルサン・ボーモン | ペルサン・ボーモン | ペルサン・ボーモン |  |  | ブリュイエール＝シュル＝オワーズ Bruyères-sur-Oise | ブリュイエール＝シュル＝オワーズ Bruyères-sur-Oise | ブリュイエール＝シュル＝オワーズ Bruyères-sur-Oise | ブリュイエール＝シュル＝オワーズ Bruyères-sur-Oise | ブリュイエール＝シュル＝オワーズ Bruyères-sur-Oise | ブリュイエール＝シュル＝オワーズ Bruyères-sur-Oise |  |  | クレイユ | クレイユ | クレイユ | クレイユ | クレイユ | クレイユ |

ブリュイエール以遠はイル＝ド＝フランス地域圏外である。

#### K線
| 北駅 | 北駅 | 北駅 | 北駅 | 北駅 | 北駅 |  |  | オルネー＝スー＝ボワ Aulnay-sous-Bois | オルネー＝スー＝ボワ Aulnay-sous-Bois | オルネー＝スー＝ボワ Aulnay-sous-Bois | オルネー＝スー＝ボワ Aulnay-sous-Bois | オルネー＝スー＝ボワ Aulnay-sous-Bois | オルネー＝スー＝ボワ Aulnay-sous-Bois |  |  | ミトリー・クレイ Mitry - Claye | ミトリー・クレイ Mitry - Claye | ミトリー・クレイ Mitry - Claye | ミトリー・クレイ Mitry - Claye | ミトリー・クレイ Mitry - Claye | ミトリー・クレイ Mitry - Claye |  |  | ダマルタン・ジュイー・サン＝マール Damartin - Juilly - St-Mard | ダマルタン・ジュイー・サン＝マール Damartin - Juilly - St-Mard | ダマルタン・ジュイー・サン＝マール Damartin - Juilly - St-Mard | ダマルタン・ジュイー・サン＝マール Damartin - Juilly - St-Mard | ダマルタン・ジュイー・サン＝マール Damartin - Juilly - St-Mard | ダマルタン・ジュイー・サン＝マール Damartin - Juilly - St-Mard |  |  | クレピー＝アン＝ヴァロワ Crépy en Valois | クレピー＝アン＝ヴァロワ Crépy en Valois | クレピー＝アン＝ヴァロワ Crépy en Valois | クレピー＝アン＝ヴァロワ Crépy en Valois | クレピー＝アン＝ヴァロワ Crépy en Valois | クレピー＝アン＝ヴァロワ Crépy en Valois |
| 北駅 | 北駅 | 北駅 | 北駅 | 北駅 | 北駅 |  |  | オルネー＝スー＝ボワ Aulnay-sous-Bois | オルネー＝スー＝ボワ Aulnay-sous-Bois | オルネー＝スー＝ボワ Aulnay-sous-Bois | オルネー＝スー＝ボワ Aulnay-sous-Bois | オルネー＝スー＝ボワ Aulnay-sous-Bois | オルネー＝スー＝ボワ Aulnay-sous-Bois |  |  | ミトリー・クレイ Mitry - Claye | ミトリー・クレイ Mitry - Claye | ミトリー・クレイ Mitry - Claye | ミトリー・クレイ Mitry - Claye | ミトリー・クレイ Mitry - Claye | ミトリー・クレイ Mitry - Claye |  |  | ダマルタン・ジュイー・サン＝マール Damartin - Juilly - St-Mard | ダマルタン・ジュイー・サン＝マール Damartin - Juilly - St-Mard | ダマルタン・ジュイー・サン＝マール Damartin - Juilly - St-Mard | ダマルタン・ジュイー・サン＝マール Damartin - Juilly - St-Mard | ダマルタン・ジュイー・サン＝マール Damartin - Juilly - St-Mard | ダマルタン・ジュイー・サン＝マール Damartin - Juilly - St-Mard |  |  | クレピー＝アン＝ヴァロワ Crépy en Valois | クレピー＝アン＝ヴァロワ Crépy en Valois | クレピー＝アン＝ヴァロワ Crépy en Valois | クレピー＝アン＝ヴァロワ Crépy en Valois | クレピー＝アン＝ヴァロワ Crépy en Valois | クレピー＝アン＝ヴァロワ Crépy en Valois |

北駅 - ミトリー・クレイユ間はRER B線と重複する。ミトリー・クレイユはB線の終点であり、B線はこの間多数の駅に停車するが、K線はシャルル・ド・ゴール空港方面への分岐駅であるオルネーにのみ停車する。
ダマルタン以遠はイル＝ド＝フランス地域圏外である。

### 東駅
パリ東駅からはセーヌ＝サン＝ドニ県を経由しセーヌ＝エ＝マルヌ県方面への路線が出ている。かつて東駅を起点としていた系統の一部はRER E線となり、東駅近くのマジェンタ駅を経由してオスマン・サン＝ラザール駅をターミナル駅としている。

#### P線
P線はシェル・グルネー (Chelles - Gournay) 経由の北線 (Transilien P Nord) とグレッツ＝アルマンヴィリエ (Gretz-Armanvilliers) 経由の南線 (Transilien P Sud) に大別される。
|                     |                     |                     |                     |                     |                     |  |  |                                                 |                                                 |                                                 |                                                 |                                                 |                                                 |  |  |                    |                    |                    |                    |                    |                    |                                          |  |                      |                      |                      |                      |                      |                      |  |  |                       |                       |                       |                       |                       |                       |  |  | クルィ＝シュル＝ウルク Crouy-sur-Ourcq  | クルィ＝シュル＝ウルク Crouy-sur-Ourcq  | クルィ＝シュル＝ウルク Crouy-sur-Ourcq  | クルィ＝シュル＝ウルク Crouy-sur-Ourcq  | クルィ＝シュル＝ウルク Crouy-sur-Ourcq  | クルィ＝シュル＝ウルク Crouy-sur-Ourcq  |  |  | ラ＝フェルテ＝ミロン La Ferté-Milon | ラ＝フェルテ＝ミロン La Ferté-Milon | ラ＝フェルテ＝ミロン La Ferté-Milon | ラ＝フェルテ＝ミロン La Ferté-Milon | ラ＝フェルテ＝ミロン La Ferté-Milon | ラ＝フェルテ＝ミロン La Ferté-Milon |
|                     |                     |                     |                     |                     |                     |  |  |                                                 |                                                 |                                                 |                                                 |                                                 |                                                 |  |  |                    |                    |                    |                    |                    |                    |                                          |  |                      |                      |                      |                      |                      |                      |  |  |                       |                       |                       |                       |                       |                       |  |  | クルィ＝シュル＝ウルク Crouy-sur-Ourcq  | クルィ＝シュル＝ウルク Crouy-sur-Ourcq  | クルィ＝シュル＝ウルク Crouy-sur-Ourcq  | クルィ＝シュル＝ウルク Crouy-sur-Ourcq  | クルィ＝シュル＝ウルク Crouy-sur-Ourcq  | クルィ＝シュル＝ウルク Crouy-sur-Ourcq  |  |  | ラ＝フェルテ＝ミロン La Ferté-Milon | ラ＝フェルテ＝ミロン La Ferté-Milon | ラ＝フェルテ＝ミロン La Ferté-Milon | ラ＝フェルテ＝ミロン La Ferté-Milon | ラ＝フェルテ＝ミロン La Ferté-Milon | ラ＝フェルテ＝ミロン La Ferté-Milon |
| 東駅 G de Paris-Est | 東駅 G de Paris-Est | 東駅 G de Paris-Est | 東駅 G de Paris-Est | 東駅 G de Paris-Est | 東駅 G de Paris-Est |  |  | シェル・グルネー                                | シェル・グルネー                                | シェル・グルネー                                | シェル・グルネー                                | シェル・グルネー                                | シェル・グルネー                                |  |  | エスブリ Esbly     | エスブリ Esbly     | エスブリ Esbly     | エスブリ Esbly     | エスブリ Esbly     | エスブリ Esbly     |                                          |  | モー Meaux           | モー Meaux           | モー Meaux           | モー Meaux           | モー Meaux           | モー Meaux           |  |  | トリユポール Trilport | トリユポール Trilport | トリユポール Trilport | トリユポール Trilport | トリユポール Trilport | トリユポール Trilport |  |  | ナントゥイユ・サーシー Nanteuil - Saâcy | ナントゥイユ・サーシー Nanteuil - Saâcy | ナントゥイユ・サーシー Nanteuil - Saâcy | ナントゥイユ・サーシー Nanteuil - Saâcy | ナントゥイユ・サーシー Nanteuil - Saâcy | ナントゥイユ・サーシー Nanteuil - Saâcy |  |  | シャトー＝ティエリ Château-Thierry  | シャトー＝ティエリ Château-Thierry  | シャトー＝ティエリ Château-Thierry  | シャトー＝ティエリ Château-Thierry  | シャトー＝ティエリ Château-Thierry  | シャトー＝ティエリ Château-Thierry  |
| 東駅 G de Paris-Est | 東駅 G de Paris-Est | 東駅 G de Paris-Est | 東駅 G de Paris-Est | 東駅 G de Paris-Est | 東駅 G de Paris-Est |  |  | シェル・グルネー                                | シェル・グルネー                                | シェル・グルネー                                | シェル・グルネー                                | シェル・グルネー                                | シェル・グルネー                                |  |  | エスブリ Esbly     | エスブリ Esbly     | エスブリ Esbly     | エスブリ Esbly     | エスブリ Esbly     | エスブリ Esbly     |                                          |  | モー Meaux           | モー Meaux           | モー Meaux           | モー Meaux           | モー Meaux           | モー Meaux           |  |  | トリユポール Trilport | トリユポール Trilport | トリユポール Trilport | トリユポール Trilport | トリユポール Trilport | トリユポール Trilport |  |  | ナントゥイユ・サーシー Nanteuil - Saâcy | ナントゥイユ・サーシー Nanteuil - Saâcy | ナントゥイユ・サーシー Nanteuil - Saâcy | ナントゥイユ・サーシー Nanteuil - Saâcy | ナントゥイユ・サーシー Nanteuil - Saâcy | ナントゥイユ・サーシー Nanteuil - Saâcy |  |  | シャトー＝ティエリ Château-Thierry  | シャトー＝ティエリ Château-Thierry  | シャトー＝ティエリ Château-Thierry  | シャトー＝ティエリ Château-Thierry  | シャトー＝ティエリ Château-Thierry  | シャトー＝ティエリ Château-Thierry  |
|                     |                     |                     |                     |                     |                     |  |  |                                                 |                                                 |                                                 |                                                 |                                                 |                                                 |  |  |                    |                    |                    |                    |                    |                    | クレシー＝ラ＝シャペル Crécy-la-Chapelle |  |                      |                      |                      |                      |                      |                      |  |  |                       |                       |                       |                       |                       |                       |  |  |                                         |                                         |                                         |                                         |                                         |                                         |  |  |                                     |                                     |                                     |                                     |                                     |                                     |
|                     |                     |                     |                     |                     |                     |  |  |                                                 |                                                 |                                                 |                                                 |                                                 |                                                 |  |  |                    |                    |                    |                    |                    |                    |                                          |  |                      |                      |                      |                      |                      |                      |  |  |                       |                       |                       |                       |                       |                       |  |  |                                         |                                         |                                         |                                         |                                         |                                         |  |  |                                     |                                     |                                     |                                     |                                     |                                     |
|                     |                     |                     |                     |                     |                     |  |  |                                                 |                                                 |                                                 |                                                 |                                                 |                                                 |  |  | トゥルナン Tournan | トゥルナン Tournan | トゥルナン Tournan | トゥルナン Tournan | トゥルナン Tournan | トゥルナン Tournan |                                          |  | クロミエ Coulommiers | クロミエ Coulommiers | クロミエ Coulommiers | クロミエ Coulommiers | クロミエ Coulommiers | クロミエ Coulommiers |  |  |                       |                       |                       |                       |                       |                       |  |  | ラ＝フェルテ＝ゴーシェ La Ferté-Gaucher | ラ＝フェルテ＝ゴーシェ La Ferté-Gaucher | ラ＝フェルテ＝ゴーシェ La Ferté-Gaucher | ラ＝フェルテ＝ゴーシェ La Ferté-Gaucher | ラ＝フェルテ＝ゴーシェ La Ferté-Gaucher | ラ＝フェルテ＝ゴーシェ La Ferté-Gaucher |  |  |                                     |                                     |                                     |                                     |                                     |                                     |
|                     |                     |                     |                     |                     |                     |  |  |                                                 |                                                 |                                                 |                                                 |                                                 |                                                 |  |  | トゥルナン Tournan | トゥルナン Tournan | トゥルナン Tournan | トゥルナン Tournan | トゥルナン Tournan | トゥルナン Tournan |                                          |  | クロミエ Coulommiers | クロミエ Coulommiers | クロミエ Coulommiers | クロミエ Coulommiers | クロミエ Coulommiers | クロミエ Coulommiers |  |  |                       |                       |                       |                       |                       |                       |  |  | ラ＝フェルテ＝ゴーシェ La Ferté-Gaucher | ラ＝フェルテ＝ゴーシェ La Ferté-Gaucher | ラ＝フェルテ＝ゴーシェ La Ferté-Gaucher | ラ＝フェルテ＝ゴーシェ La Ferté-Gaucher | ラ＝フェルテ＝ゴーシェ La Ferté-Gaucher | ラ＝フェルテ＝ゴーシェ La Ferté-Gaucher |  |  |                                     |                                     |                                     |                                     |                                     |                                     |
|                     |                     |                     |                     |                     |                     |  |  | グレッツ＝アルマンヴィリエ Gretz-Armainvilliers | グレッツ＝アルマンヴィリエ Gretz-Armainvilliers | グレッツ＝アルマンヴィリエ Gretz-Armainvilliers | グレッツ＝アルマンヴィリエ Gretz-Armainvilliers | グレッツ＝アルマンヴィリエ Gretz-Armainvilliers | グレッツ＝アルマンヴィリエ Gretz-Armainvilliers |  |  |                    |                    |                    |                    |                    |                    |                                          |  | ナンジ Nangis        | ナンジ Nangis        | ナンジ Nangis        | ナンジ Nangis        | ナンジ Nangis        | ナンジ Nangis        |  |  |                       |                       |                       |                       |                       |                       |  |  | プロヴァン Provins                      | プロヴァン Provins                      | プロヴァン Provins                      | プロヴァン Provins                      | プロヴァン Provins                      | プロヴァン Provins                      |  |  |                                     |                                     |                                     |                                     |                                     |                                     |
|                     |                     |                     |                     |                     |                     |  |  | グレッツ＝アルマンヴィリエ Gretz-Armainvilliers | グレッツ＝アルマンヴィリエ Gretz-Armainvilliers | グレッツ＝アルマンヴィリエ Gretz-Armainvilliers | グレッツ＝アルマンヴィリエ Gretz-Armainvilliers | グレッツ＝アルマンヴィリエ Gretz-Armainvilliers | グレッツ＝アルマンヴィリエ Gretz-Armainvilliers |  |  |                    |                    |                    |                    |                    |                    |                                          |  | ナンジ Nangis        | ナンジ Nangis        | ナンジ Nangis        | ナンジ Nangis        | ナンジ Nangis        | ナンジ Nangis        |  |  |                       |                       |                       |                       |                       |                       |  |  | プロヴァン Provins                      | プロヴァン Provins                      | プロヴァン Provins                      | プロヴァン Provins                      | プロヴァン Provins                      | プロヴァン Provins                      |  |  |                                     |                                     |                                     |                                     |                                     |                                     |

東駅（マジェンタ駅） - シェル・グルネー、トゥルナン間はRER E線と重複する。E線にはこの間多数の駅があるが、P線はこの間の途中駅には原則として停車しない。
クルィ、ナントィユ以遠はイル＝ド＝フランス地域圏外である。クロミエ - ラ＝フェルテ＝ゴーシェ間はバスによる連絡である。
トリユポール - ラ＝フェルテ＝ミロン間とグレッツ＝アルマンヴィリエ - プロヴァン間は非電化、その他は交流電化である。

### リヨン駅
リヨン駅からはヴァル＝ド＝マルヌ県、エソンヌ県東部を経由しセーヌ＝エ＝マルヌ県南部に向かう路線が出ている。リヨン駅発の郊外路線の一部はRER D線となって北部まで直通する。

#### R線
|            |            |            |            |            |            |  |  |        |        |        |        |        |        |  |  | エリシー Héricy                                   |                                                   |                                                   |                                                   |                                                   |                                                   |  |  |                                                         |                                                         |                                                         |                                                         |                                                         |                                                         |  |  |                                                     |                                                     |                                                     |                                                     |                                                     |                                                     |  |  |                      |                      |                      |                      |                      |                      |
|            |            |            |            |            |            |  |  |        |        |        |        |        |        |  |  |                                                   |                                                   |                                                   |                                                   |                                                   |                                                   |  |  |                                                         |                                                         |                                                         |                                                         |                                                         |                                                         |  |  |                                                     |                                                     |                                                     |                                                     |                                                     |                                                     |  |  |                      |                      |                      |                      |                      |                      |
| リヨン駅   | リヨン駅   | リヨン駅   | リヨン駅   | リヨン駅   | リヨン駅   |  |  | ムラン | ムラン | ムラン | ムラン | ムラン | ムラン |  |  | フォンテーヌブロー・アヴォン Fontainebleau - Avon | フォンテーヌブロー・アヴォン Fontainebleau - Avon | フォンテーヌブロー・アヴォン Fontainebleau - Avon | フォンテーヌブロー・アヴォン Fontainebleau - Avon | フォンテーヌブロー・アヴォン Fontainebleau - Avon | フォンテーヌブロー・アヴォン Fontainebleau - Avon |  |  | モレ・ヴェノー＝レ＝サブロン Moret - Veneux-les-Sablons | モレ・ヴェノー＝レ＝サブロン Moret - Veneux-les-Sablons | モレ・ヴェノー＝レ＝サブロン Moret - Veneux-les-Sablons | モレ・ヴェノー＝レ＝サブロン Moret - Veneux-les-Sablons | モレ・ヴェノー＝レ＝サブロン Moret - Veneux-les-Sablons | モレ・ヴェノー＝レ＝サブロン Moret - Veneux-les-Sablons |  |  | モントロー Montereau                                | モントロー Montereau                                | モントロー Montereau                                | モントロー Montereau                                | モントロー Montereau                                | モントロー Montereau                                |  |  |                      |                      |                      |                      |                      |                      |
| リヨン駅   | リヨン駅   | リヨン駅   | リヨン駅   | リヨン駅   | リヨン駅   |  |  | ムラン | ムラン | ムラン | ムラン | ムラン | ムラン |  |  | フォンテーヌブロー・アヴォン Fontainebleau - Avon | フォンテーヌブロー・アヴォン Fontainebleau - Avon | フォンテーヌブロー・アヴォン Fontainebleau - Avon | フォンテーヌブロー・アヴォン Fontainebleau - Avon | フォンテーヌブロー・アヴォン Fontainebleau - Avon | フォンテーヌブロー・アヴォン Fontainebleau - Avon |  |  | モレ・ヴェノー＝レ＝サブロン Moret - Veneux-les-Sablons | モレ・ヴェノー＝レ＝サブロン Moret - Veneux-les-Sablons | モレ・ヴェノー＝レ＝サブロン Moret - Veneux-les-Sablons | モレ・ヴェノー＝レ＝サブロン Moret - Veneux-les-Sablons | モレ・ヴェノー＝レ＝サブロン Moret - Veneux-les-Sablons | モレ・ヴェノー＝レ＝サブロン Moret - Veneux-les-Sablons |  |  | モントロー Montereau                                | モントロー Montereau                                | モントロー Montereau                                | モントロー Montereau                                | モントロー Montereau                                | モントロー Montereau                                |  |  |                      |                      |                      |                      |                      |                      |
| ベルシー駅 | ベルシー駅 | ベルシー駅 | ベルシー駅 | ベルシー駅 | ベルシー駅 |  |  |        |        |        |        |        |        |  |  |                                                   |                                                   |                                                   |                                                   |                                                   |                                                   |  |  |                                                         |                                                         |                                                         |                                                         |                                                         |                                                         |  |  | スープ・シャトー＝ランドン Souppes - Château-Landon | スープ・シャトー＝ランドン Souppes - Château-Landon | スープ・シャトー＝ランドン Souppes - Château-Landon | スープ・シャトー＝ランドン Souppes - Château-Landon | スープ・シャトー＝ランドン Souppes - Château-Landon | スープ・シャトー＝ランドン Souppes - Château-Landon |  |  | モンタルジ Montargis | モンタルジ Montargis | モンタルジ Montargis | モンタルジ Montargis | モンタルジ Montargis | モンタルジ Montargis |
| ベルシー駅 | ベルシー駅 | ベルシー駅 | ベルシー駅 | ベルシー駅 | ベルシー駅 |  |  |        |        |        |        |        |        |  |  |                                                   |                                                   |                                                   |                                                   |                                                   |                                                   |  |  |                                                         |                                                         |                                                         |                                                         |                                                         |                                                         |  |  | スープ・シャトー＝ランドン Souppes - Château-Landon | スープ・シャトー＝ランドン Souppes - Château-Landon | スープ・シャトー＝ランドン Souppes - Château-Landon | スープ・シャトー＝ランドン Souppes - Château-Landon | スープ・シャトー＝ランドン Souppes - Château-Landon | スープ・シャトー＝ランドン Souppes - Château-Landon |  |  | モンタルジ Montargis | モンタルジ Montargis | モンタルジ Montargis | モンタルジ Montargis | モンタルジ Montargis | モンタルジ Montargis |

リヨン駅 - ムラン間はRER D線と重複するが、D線は多数の駅に停車するのに対してR線は原則として無停車となっている。スープ以遠はイル＝ド＝フランス地域圏外である。一日一本のみ、リヨン駅近くのベルシー駅からモントローへの列車が設定されている。
全線直流電化である。

## 車両
トランシリアンの列車は電車と客車が用いられる。客車には運転席付き制御車が存在し、機関車を最後尾にしたプッシュプル方式で運転されることがある。電車、客車とも2階建車両が多数存在する。ここでは主に、狭義のトランシリアンおよび、SNCF運営のRER路線に用いられる車両（一部RATP運営のものも含む）について紹介する。

### 電車
- Z5300 - 直流電車。1965年から1975年にかけて製造されたもので、リヨン駅、モンパルナス駅系統に用いられている。
- Z5600 - 2階建て、片側2扉の直流電車。1982年から1985年にかけて製造され、RER C線、RER D線で用いられている。
- Z6100 - 交流電車。1965年から1970年にかけて製造され、北駅系統で使用されている。
- Z6400 - 交流電車。1976年から1979年にかけて製造され、サン＝ラザール駅系統で用いられている。
- Z8100 - 交直流電車。1980年から1983年にかけて製造され、RER B線で用いられている。RATPのMI79形と同形である。
- Z8800 - 2階建て、片面2扉の交直流電車。1984年から1988年にかけて製造され、RER C線とラ・デファンス駅系統で用いられている。
- Z20500 - 2階建て、片面2扉の交直流電車。1988年から1998年にかけて製造され、在籍数は194編成（2006年）とトランシリアンでは最多である。RER C線、RER D線のほか東駅、北駅、サン＝ラザール駅、ラ・デファンス駅、リヨン駅系統と幅広く用いられている。
- Z22500 - 交直流電車。着席定員の増加と乗降時間の短縮を両立させるため、2階建て車両ながら幅2mの扉を片側3か所に備える。1996年から2000年にかけて製造され、RER E線で用いられている。RATPがRER A線に導入したMI2N (Altéo) とほぼ同形である。
- Z20900 - 交直流電車。2001年から2003年にかけて製造された、Z20500形の改良形である。RER C線と北駅系統で用いられている。
- U25500 - トラムT4線用のトラムトレイン。
- Z50000 - 通称Francilien、またはNAT（Nouvelle Automotrice Transilien：トランシリアンの新型電車）。2009年より、北駅系統の路線から投入が開始された。ボンバルディア・トランスポーテーション製の交直流電車で、7両または8両編成の連接車両である。今後2015年までに北駅系統のほかサン＝ラザール駅系統、東駅系統の路線にも投入され、合計172編成が製造されることが決定しており、旧式の電車や客車列車を置き換える予定である。

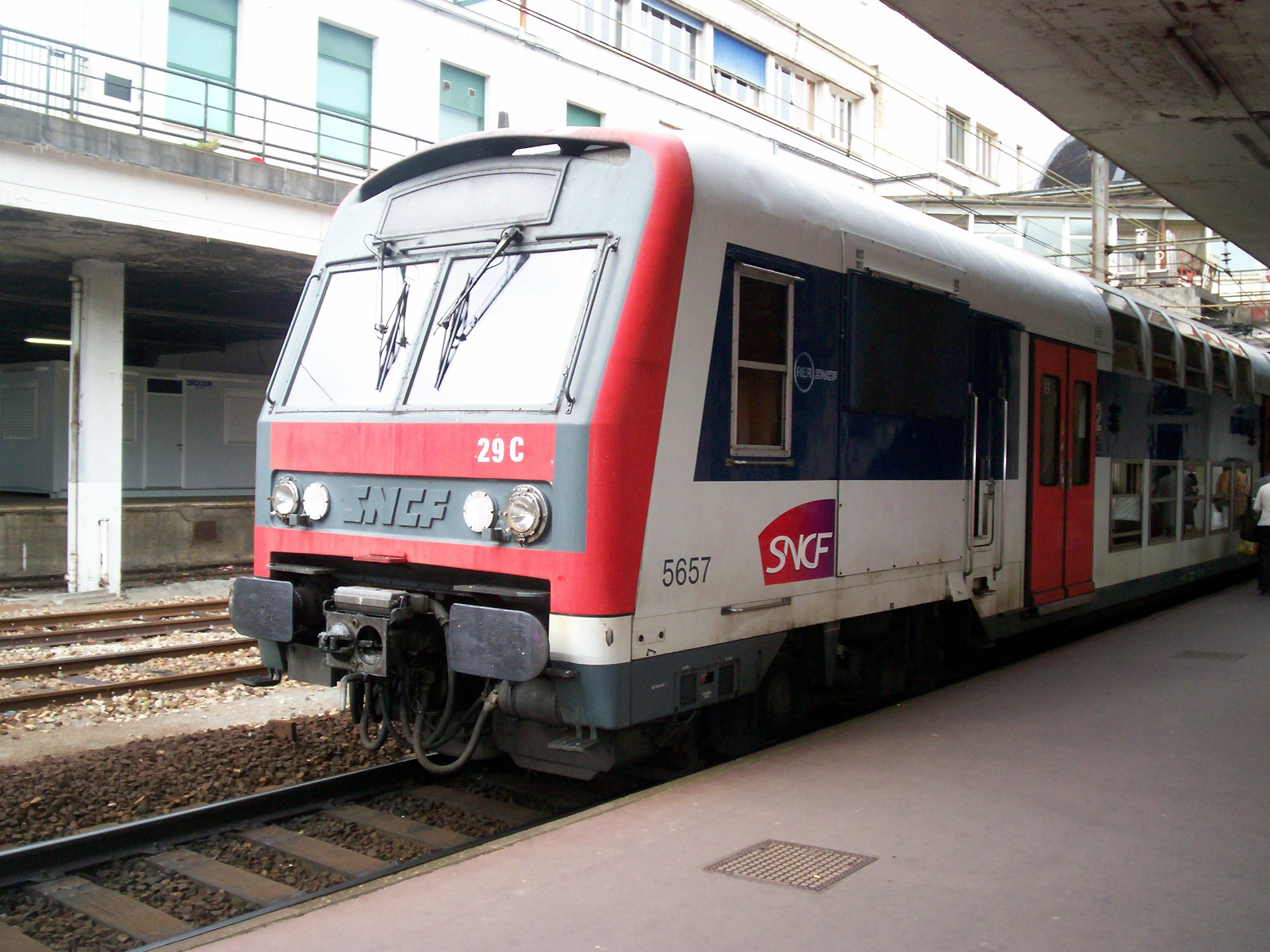
Z5600形
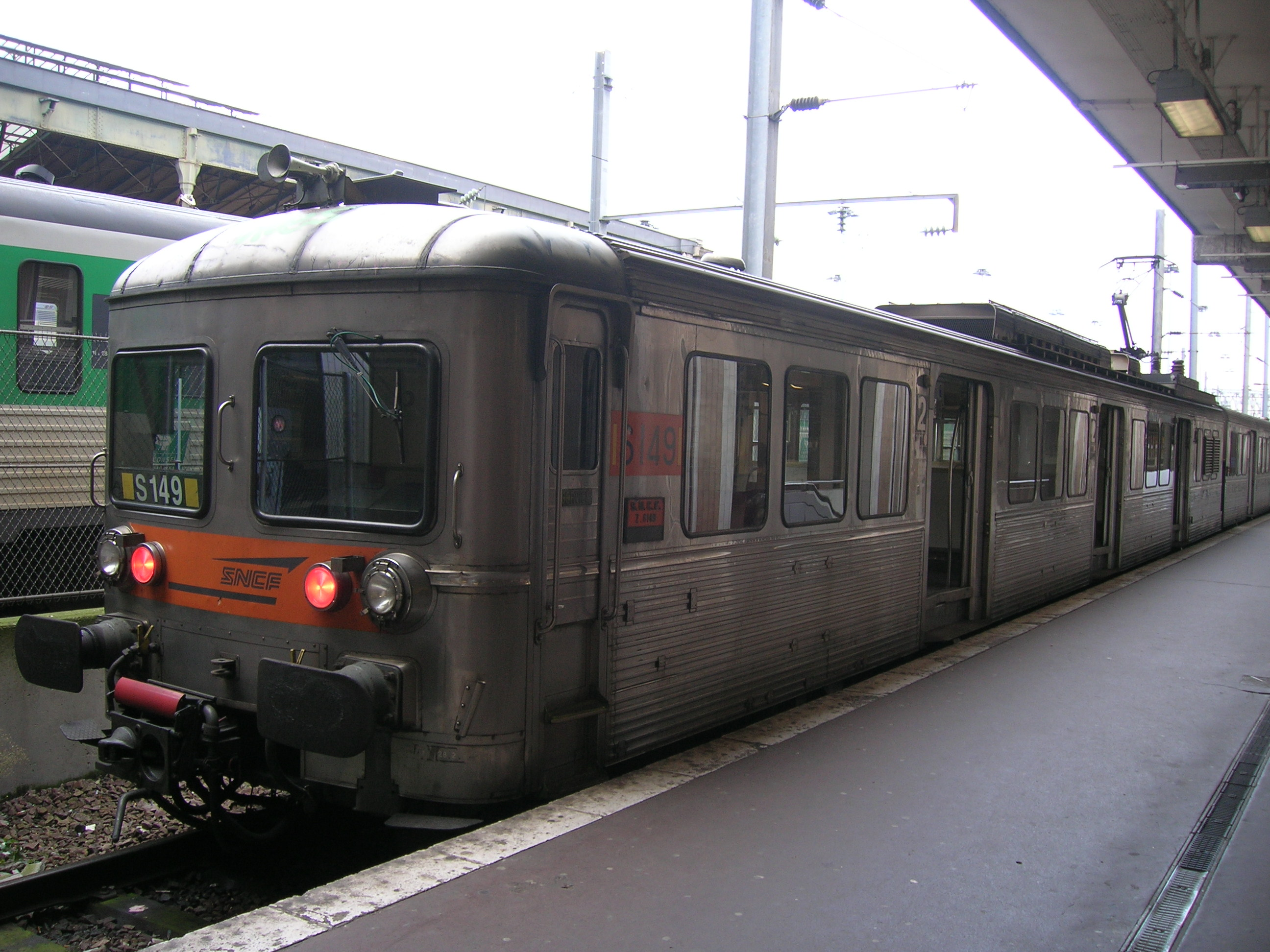
Z6100形
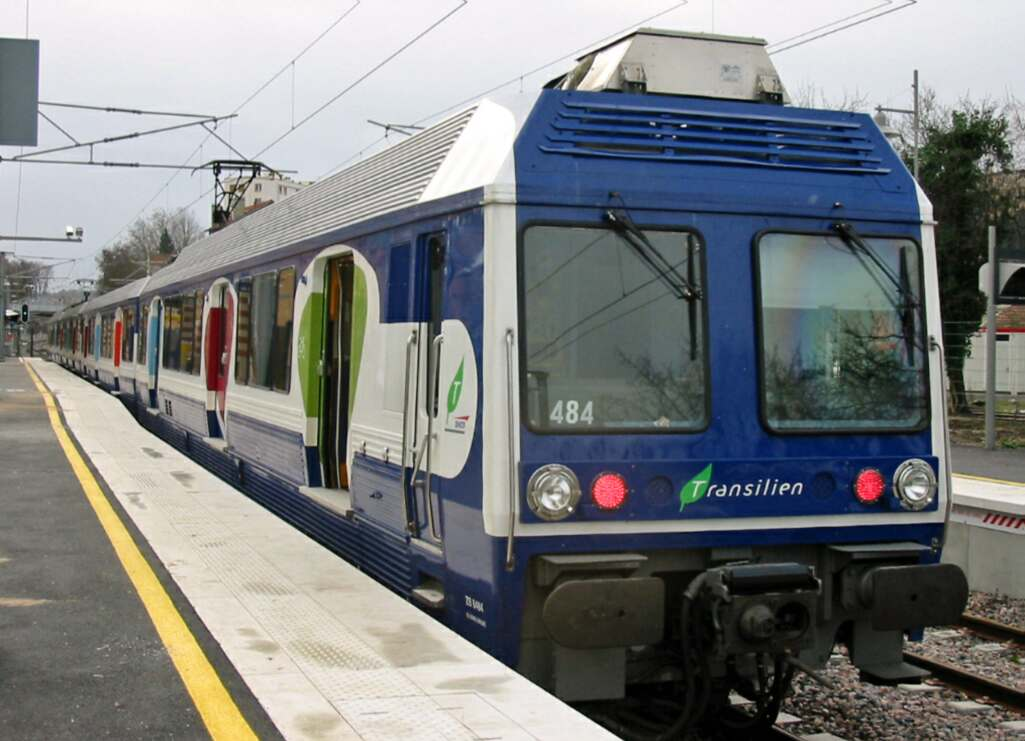
Z6400形
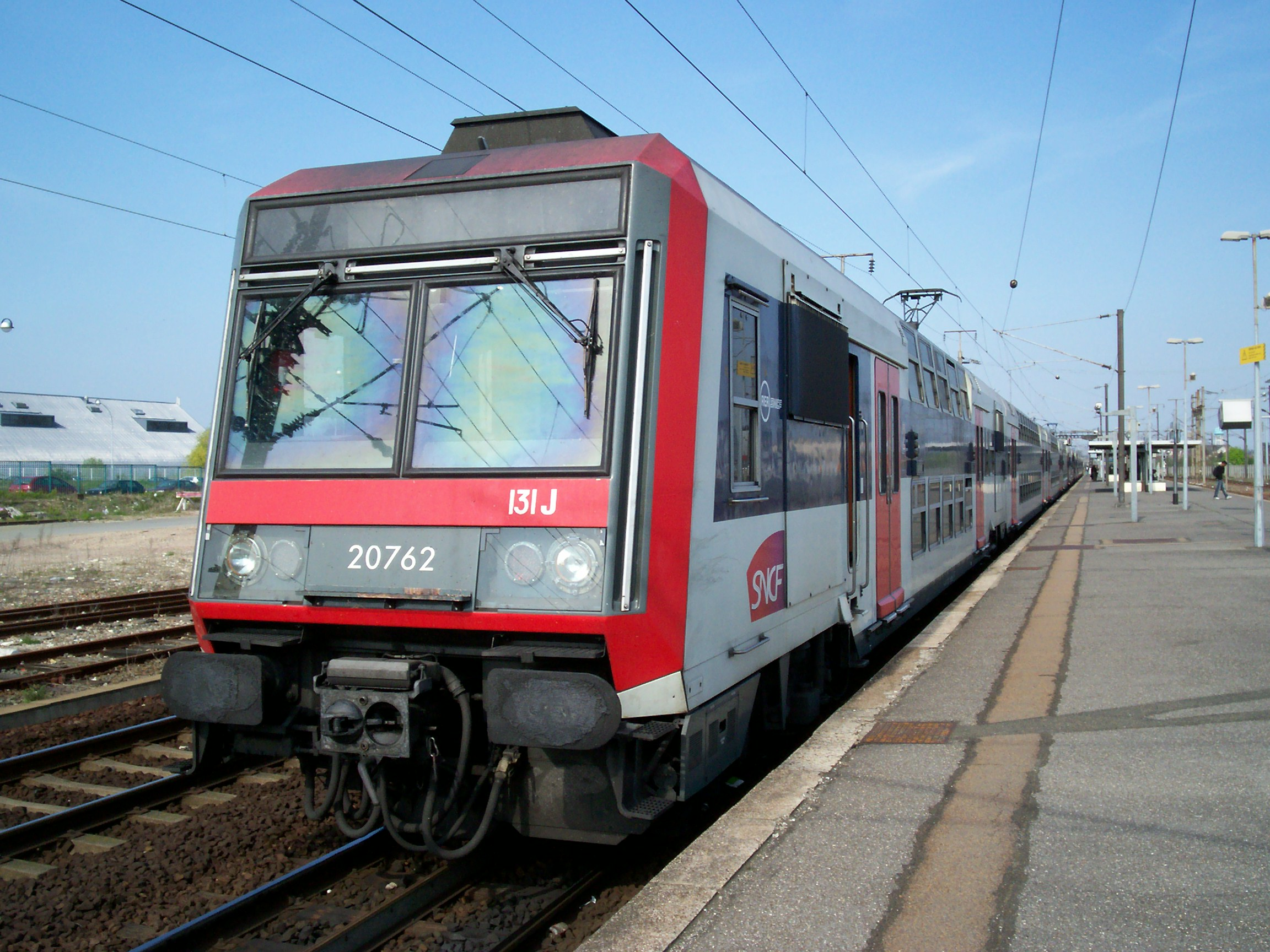
Z20500形
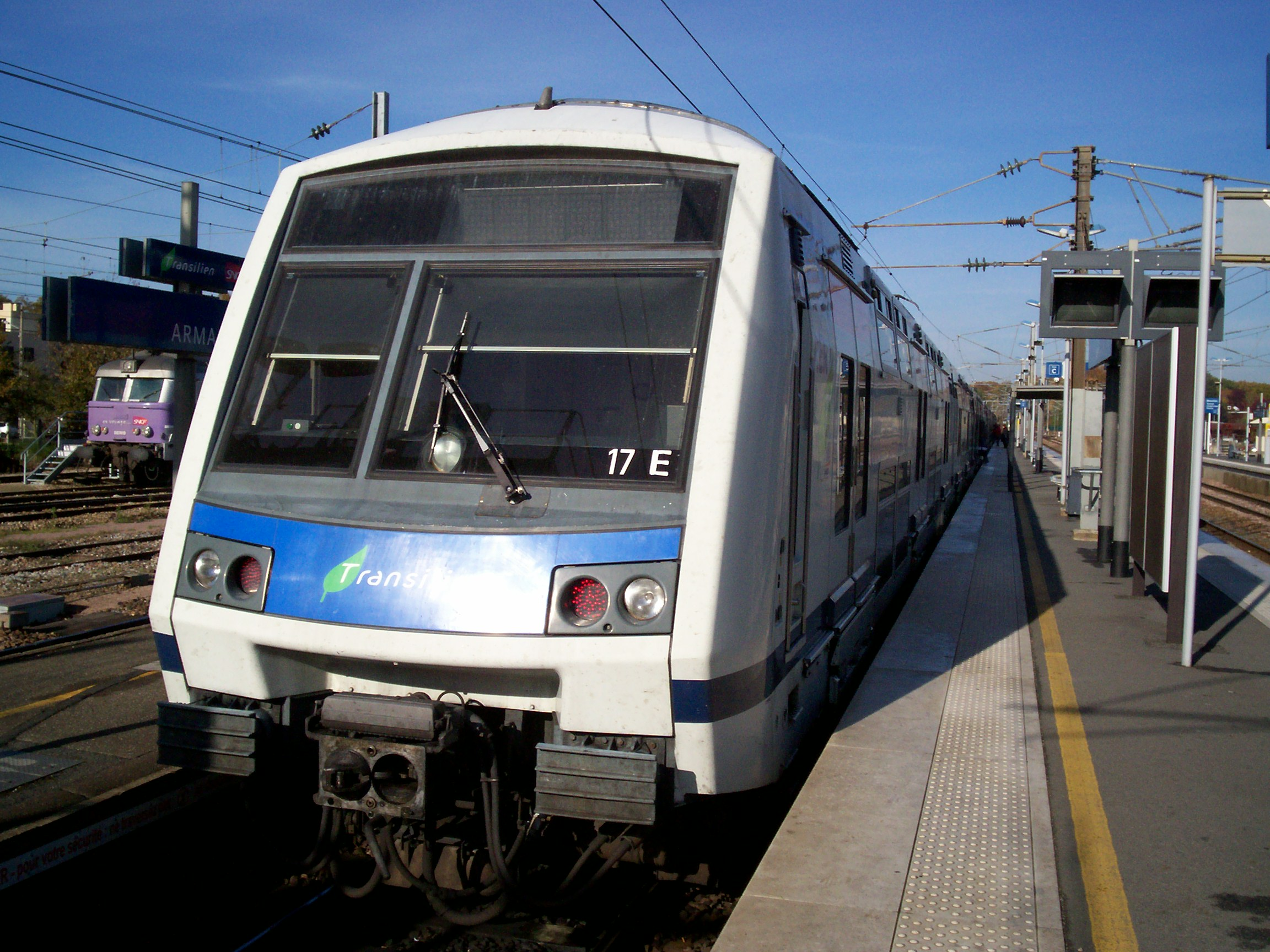
Z22500形
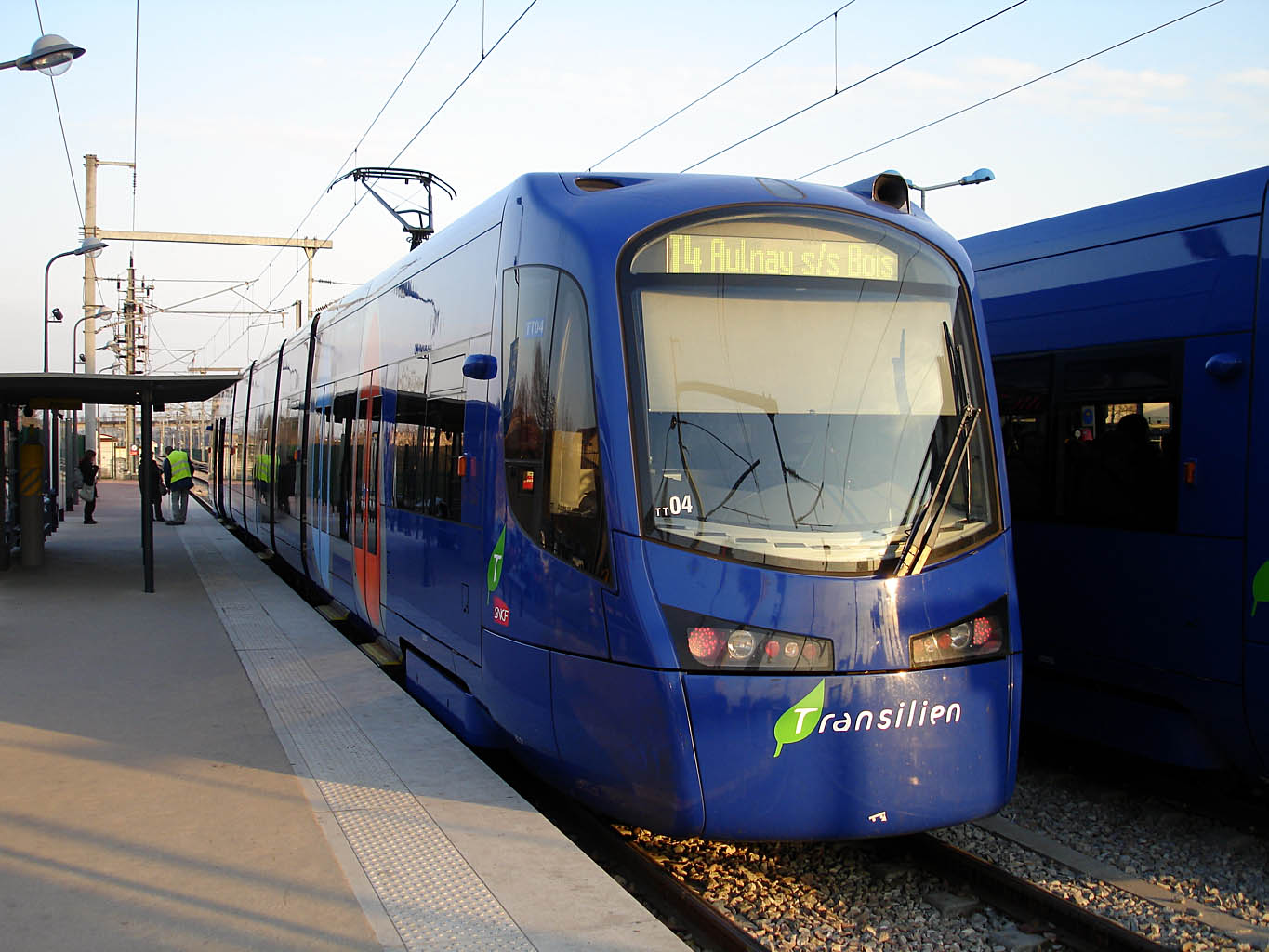
U25500形
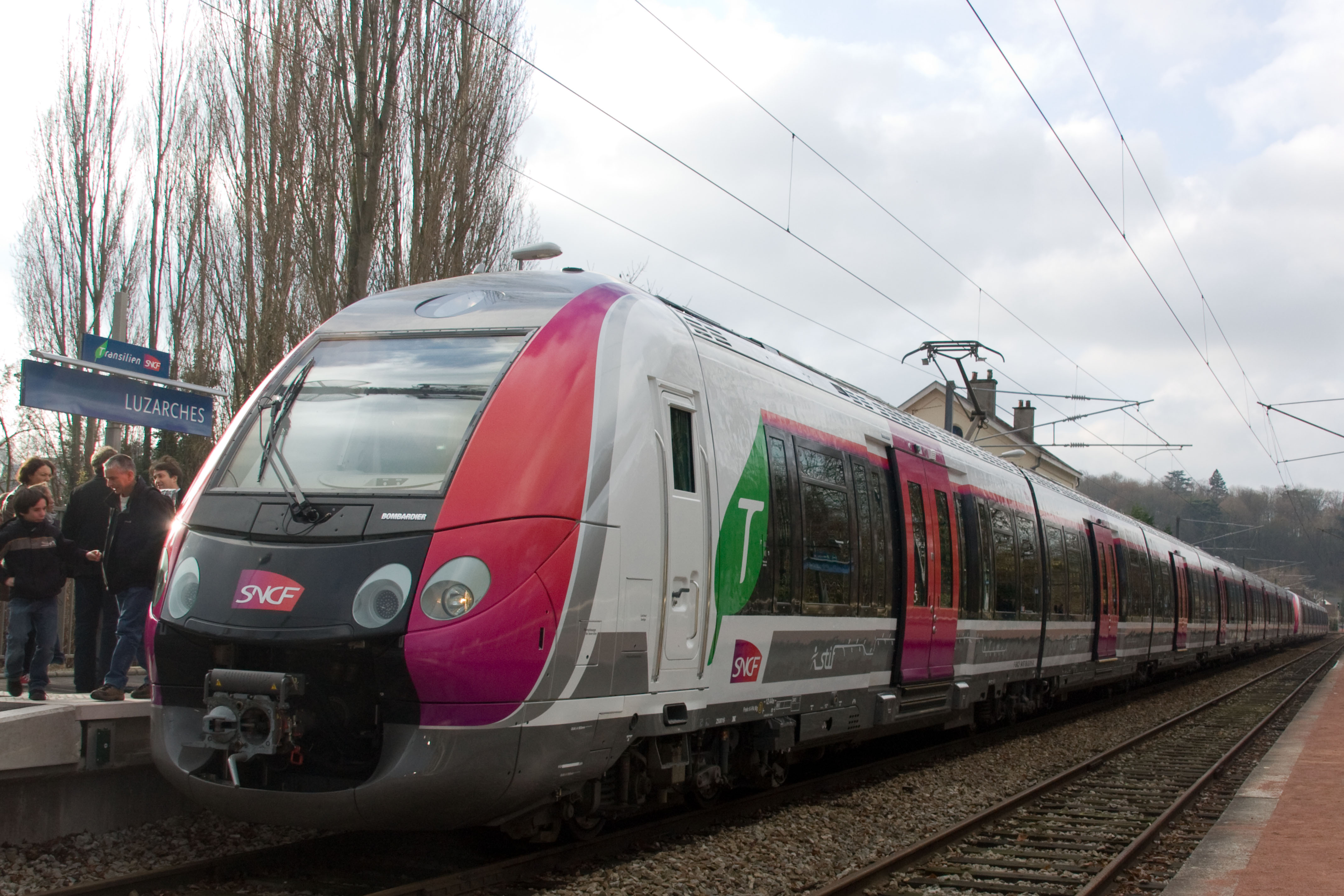
Z50000形

### デュアルモード車

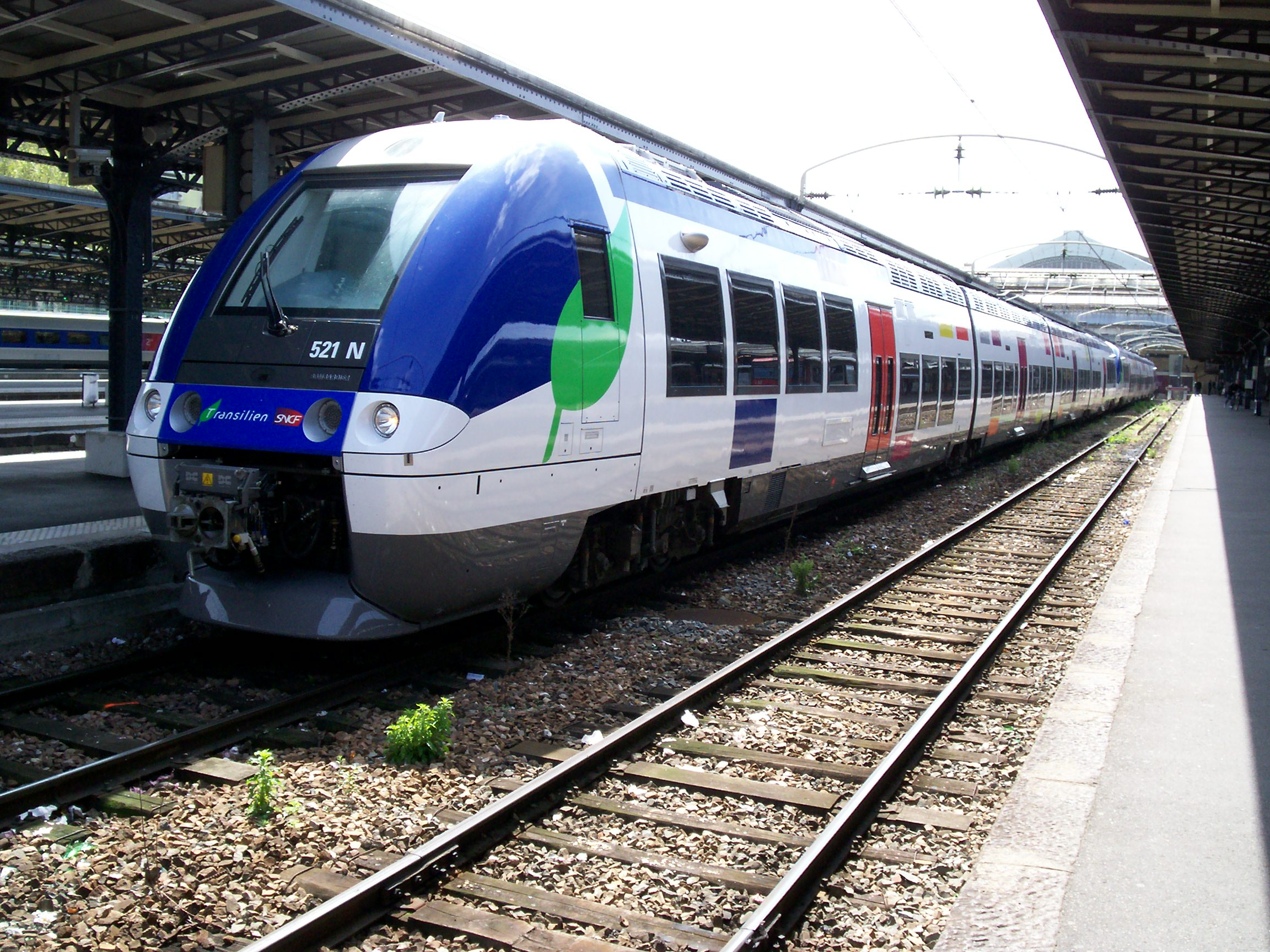
B82500形（東駅）

- B82500 - ディーゼルエンジンによる発電とパンタグラフ集電による交流、直流の3種類の電源に対応する電気・ディーゼル両用車両。2007年から製造されているボンバルディア・トランスポーテーションのAGCシリーズの一つである。東駅 - プロヴァン間で2008年2月から営業を始め、ディーゼル機関車牽引列車を置き換えた。2010年からは東駅 - ラ＝フェルテ＝ミロン間にも投入され、トランシリアンのディーゼル機関車牽引列車を全廃する予定である。

### 機関車

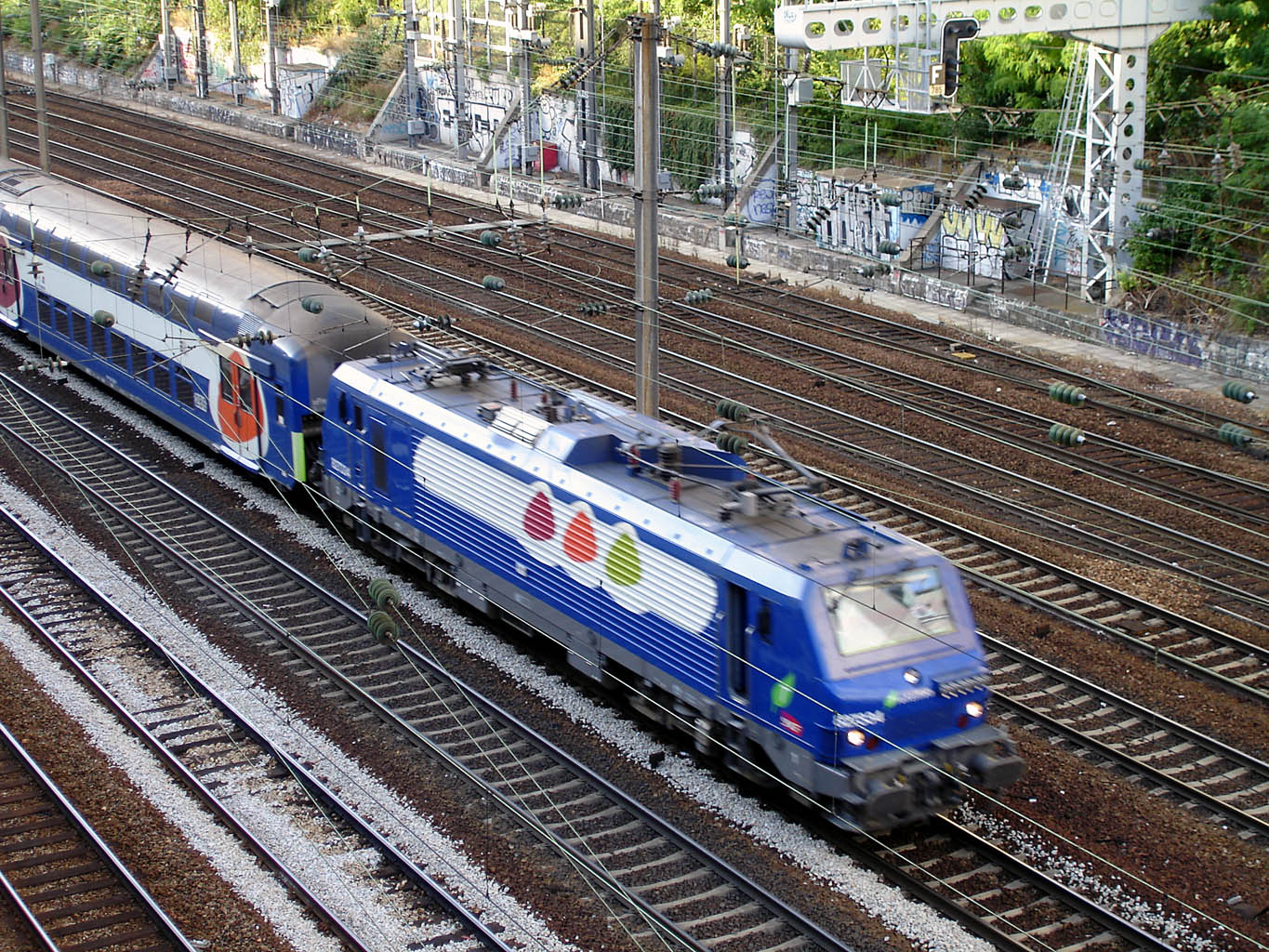
BB27300形機関車とVB2N客車

- BB17000 - 交流機関車。1965年から1968年にかけてアルストムが製造した、「ダンスール（ダンサー）」シリーズの一つである。トランシリアンではサン＝ラザール駅、北駅、東駅の各系統で用いられている。
- BB25500 - 交直流機関車。1964年から1976年にかけてアルストムが製造した、「ダンスール（ダンサー）」シリーズの一つである。トランシリアンではモンパルナス駅系統で用いられている。
- BB27300 - 交直流機関車。2006年からアルストムが製造している「Prima」シリーズの一つ。サン＝ラザール駅、モンパルナス駅系統で用いられている。
- BB63500 - ディーゼル機関車。
- BB67400 - ディーゼル機関車。トランシリアンでは東駅系統で用いられている。

### 客車
- RIO - RIOはRame inox omnibus（普通列車用ステンレス車両）の略。数種類の型のうち、RIO79/80がトランシリアンで用いられている。運転台付き制御車も存在する。
- RIB - RIBはRame inox de banlieue（郊外ステンレス車両）の略。1960年代から1980年代まで数次に渡って製造された。運転台付き制御車も存在する。
- VB2N - 1974年から1984年にかけて製造された2階建て客車。VB2NとはVoiture de banlieue à 2 niveaux（2階建ての郊外客車）の略である。運転台付き制御車も存在する。

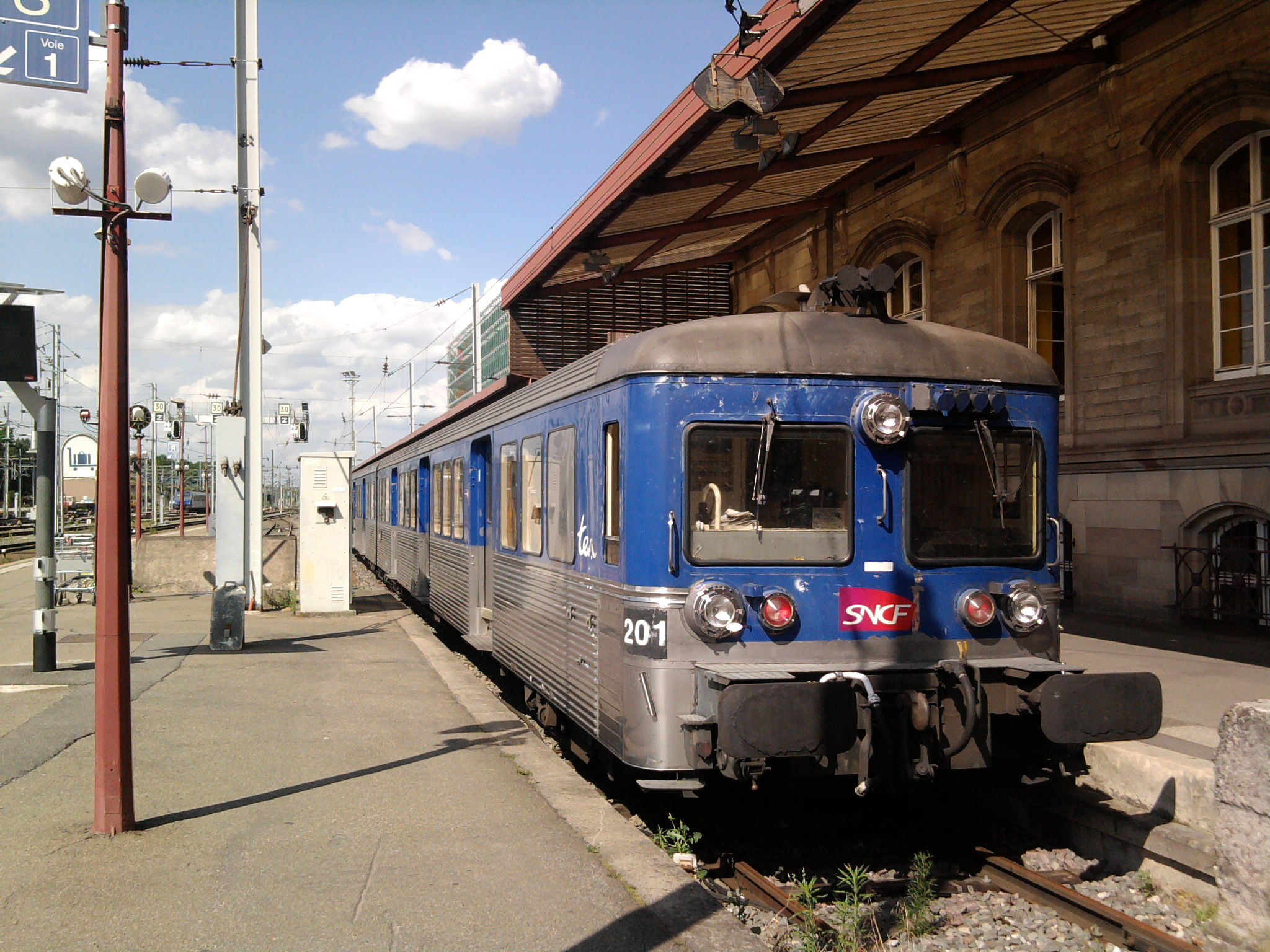
RIO形客車
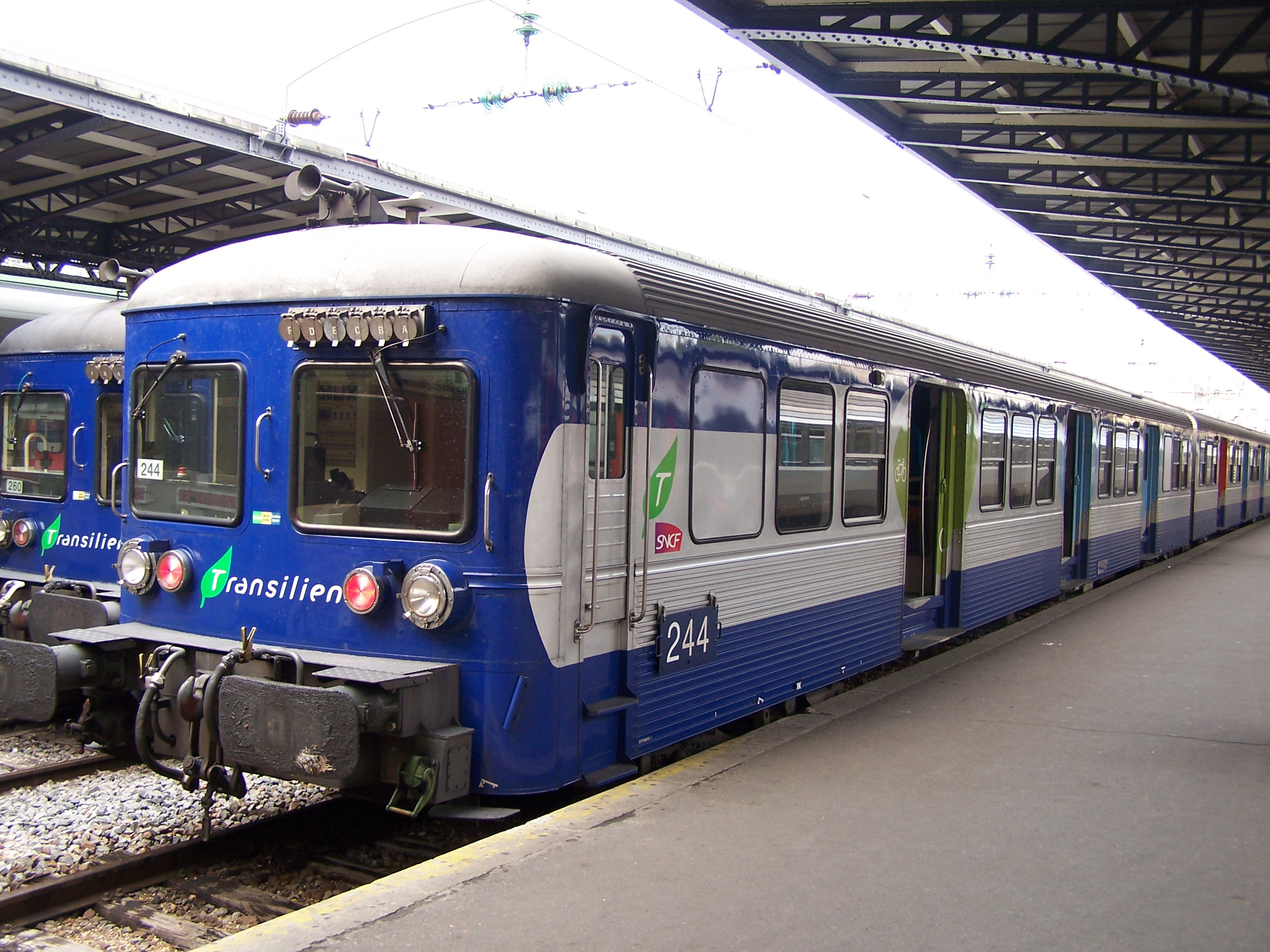
RIB形客車
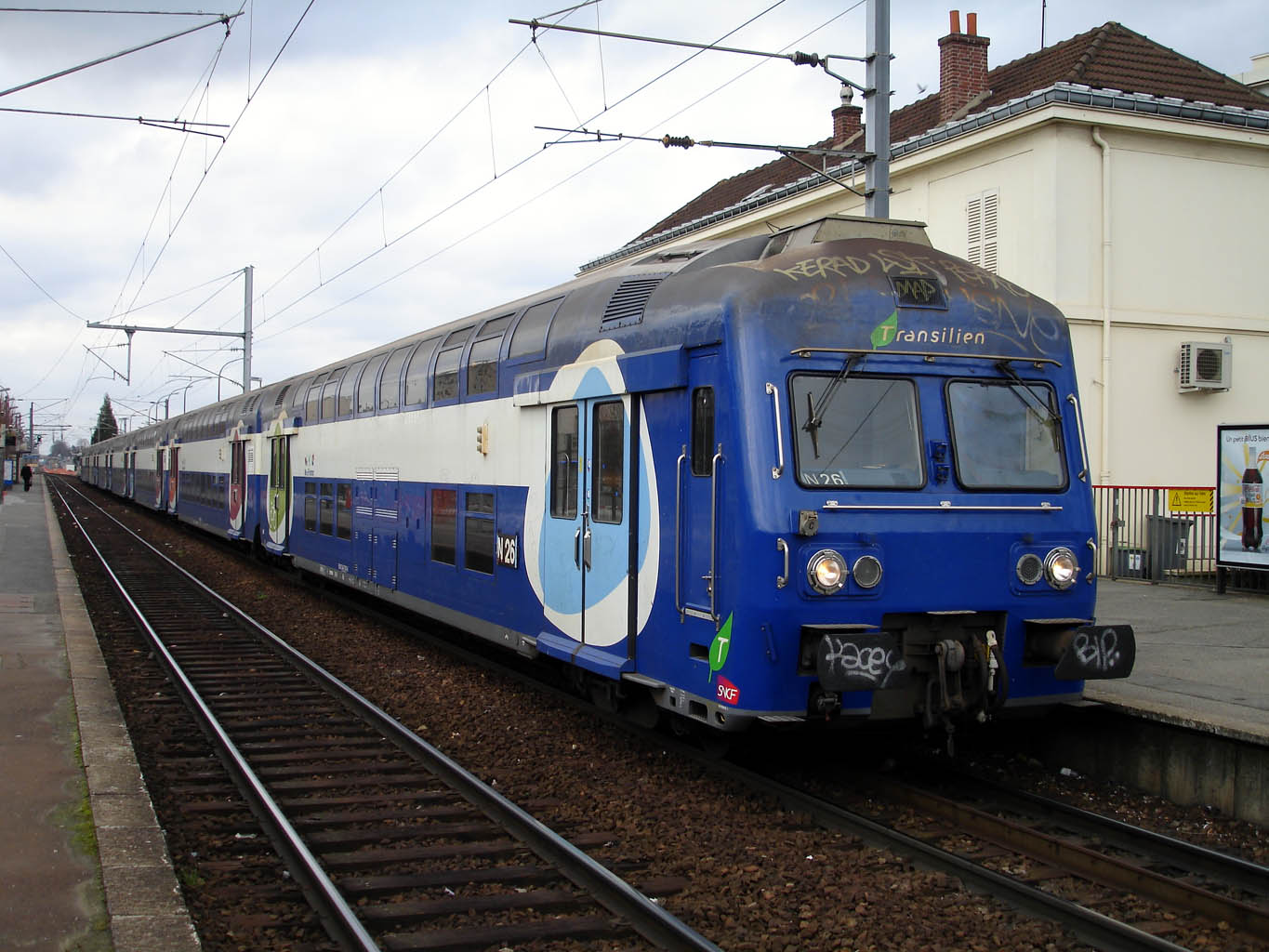
VB2N形客車

## 運賃

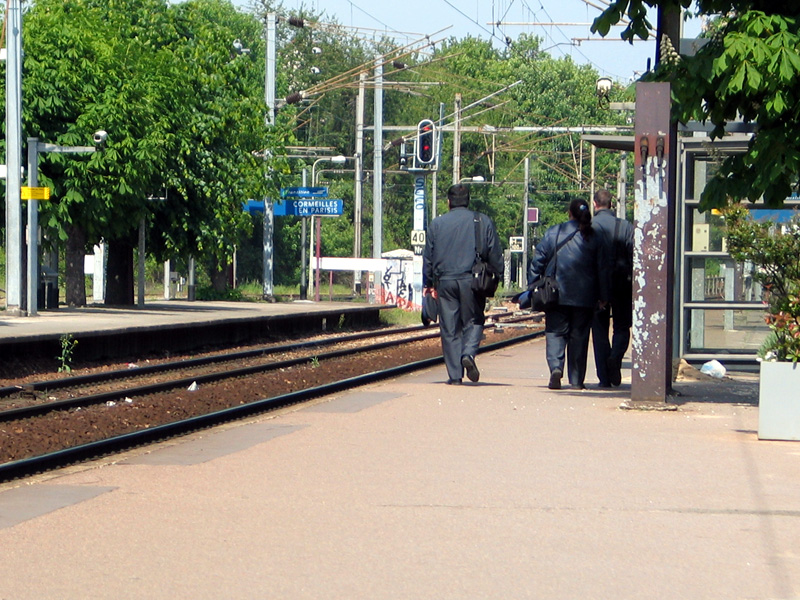
ホーム上の検札係（J線 コルメイユ＝ザン＝パリジ駅）

運賃は原則として区間ごとに定められている。ただしパリ市内のRERについてはRATPの路線やメトロと共通の均一運賃制となっている。またゾーン制の定期券であるカルトランジュがあるが、これはイル＝ド＝フランス地域圏外の駅では使用できない。このほかヴェルサイユ宮殿やフォンテーヌブロー城といった観光地の入場券とセットになった割引乗車券も存在する。
パリに近い一部の駅には自動改札機が設置されているが、その他の駅では改札はなく信用乗車方式となる。トランシリアンと長距離線では乗車券の大きさが異なるため、刻印機は長距離列車用のものとは別になっている。また信用乗車方式の区間では検札係が駅や車内を巡回している。